# Adam von Trott zu Solz
Adam von Trott zu Solz est un juriste, diplomate et résistant allemand au nazisme, né le 9 août 1909 à Potsdam et mort le 26 août 1944 à la prison de Plötzensee à Berlin.
Adam von Trott appartenait au groupe des conjurés du complot du 20 juillet 1944 et servait de relais entre le colonel von Stauffenberg et le cercle de Kreisau dont il était membre. Il était le précurseur d'une politique étrangère au sein de la résistance allemande au nazisme et aurait accédé à un poste de secrétaire d'État au ministère des Affaires étrangères si l'attentat contre Hitler et le renversement du régime avaient réussi. Il était en relation directe avec des cercles gouvernementaux britannique et américain et utilisa ces contacts au profit de la résistance. Son caractère tolérant et son ouverture d'esprit ont joué un grand rôle dans la collaboration entre les différents groupes politiques et sociaux au sein de la résistance allemande contre le nazisme.

## Famille et origines

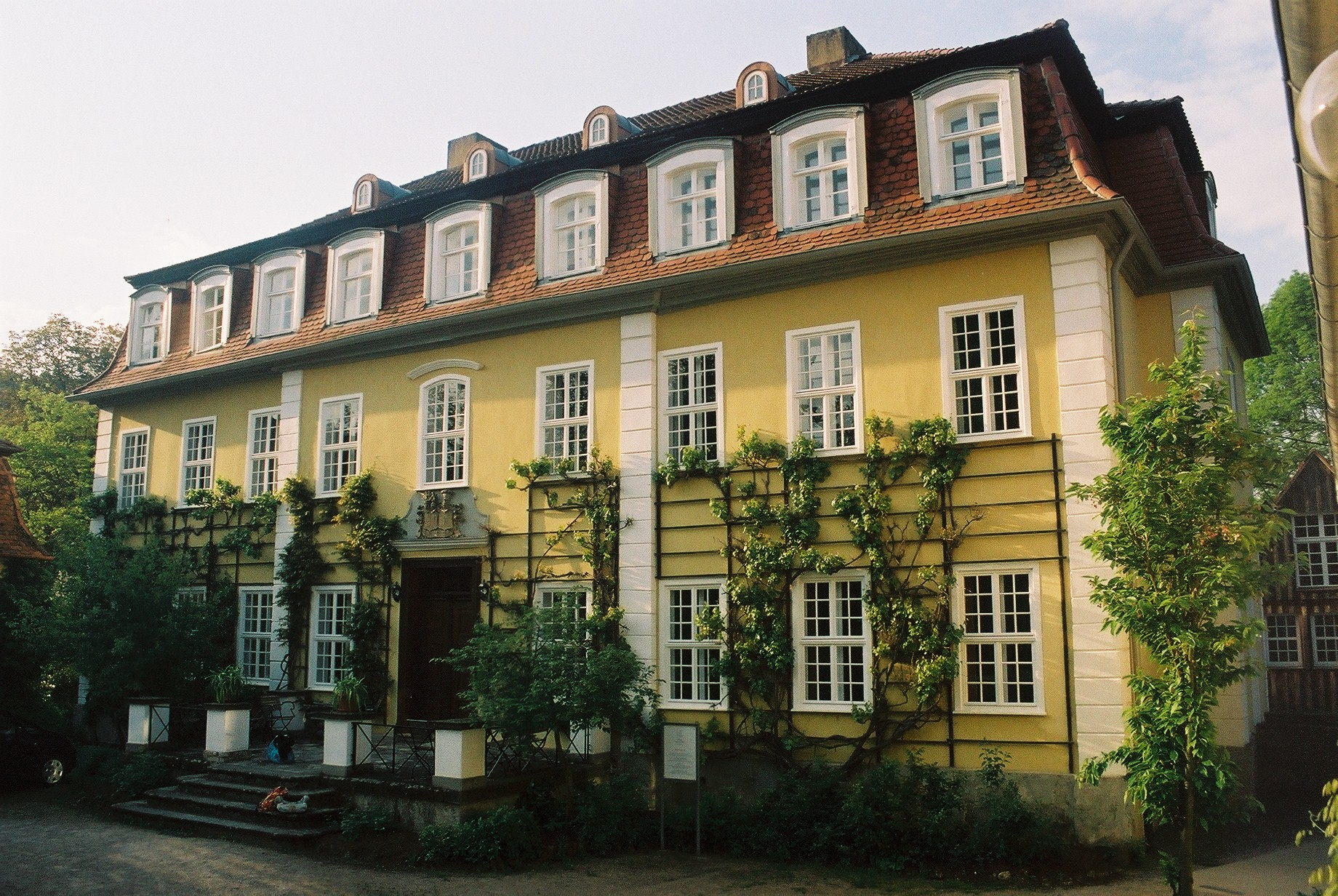
Le berceau familial d'Imshausen abrite aujourd'hui la Fondation Adam von Trott Imshausen.

Adam von Trott zu Solz est issu d'une famille noble ancienne appartenant à la chevalerie de Hesse et qui trouve ses racines dans le nord de la Hesse depuis le XIIIe siècle. La branche dont il descend est localisée dans la région autour d'Imshausen et de Solz entre Bad Hersfeld et Eisenach. Cette lignée a donné de nombreux hommes politiques et diplomates. Son prénom Adam lui a été donné en souvenir d'un de ses ancêtres qui avait été au XVIe siècle un envoyé du Prince-Électeur de Brandebourg à la cour de l'empereur Charles Quint.
Être au service de l'État avait une importance capitale pour la famille. Son grand-père, Werner von Trott zu Solz (1819-1858), avait été l'envoyé du Prince-Électeur de Hesse à la cour du roi du Wurtemberg et son père, August von Trott zu Solz (1855-1938), avait gravi les échelons jusqu'aux hautes responsabilités de l'État après que la Hesse était tombée aux mains de la Prusse en 1866 : après avoir été Landrat (haut fonctionnaire régional), il était devenu en 1899 président du gouvernement de la région de Cassel avant de devenir en 1905 haut président de la province de Brandebourg, devenant ainsi proche de la cour royale. C'est à cette période que la famille déménage à Potsdam où Adam von Trott zu Solz voit le jour. Lorsque le libéral-conservateur Theobald von Bethmann Hollweg devient chancelier en 1909, August von Trott zu Solz est nommé ministre de l'enseignement, poste qu'il quitte en 1917 lorsque Bethmann Hollweg quitte le gouvernement.
Les ancêtres silésiens de sa mère Eleonore von Schweinitz (1875-1948) étaient aussi célèbres : le grand-père maternel Hans Lothar von Schweinitz, général prussien, était ambassadeur à Vienne et à Saint Petersbourg après avoir eu une carrière brillante au sein de l'armée prussienne. La grand-mère d'Adam von Trott était Anna Jay, descendante directe de John Jay le premier Chief Justice des États-Unis, père fondateur des États-Unis et ami de George Washington.
C'est dans cette tradition familiale cosmopolite que naît Adam von Trott zu Solz en 1909.

## Études et formation

### Études à Berlin, Imshausen et Hannoversch Münden (1909-1927)

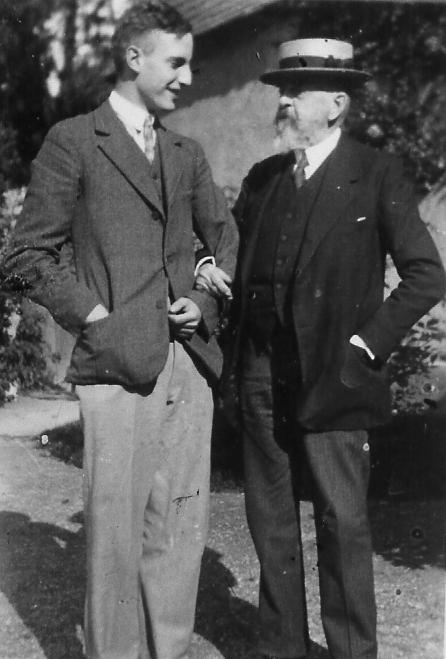
Adam von Trott et son père.

Adam von Trott zu Solz est le cinquième d'une fratrie de huit enfants. Peu après sa naissance, son père obtient un poste au sein du ministère de l'Enseignement, et la famille part s'installer à Berlin où Trott passe son enfance. Confrontée à des obligations extérieures, la mère confie l'éducation de ses enfants à une nurse britannique, Louisa Barett. Cette dernière vient de Tunbridge Wells et c'est par elle que Trott entre très tôt en contact avec la culture britannique. C'est là qu'il faut chercher les fondements de son anglophilie qu'il manifestera ultérieurement. Cette enfance dorée est toutefois remise en question par le déclenchement de la Première Guerre mondiale. Il a alors cinq ans. Les Britanniques et les Allemands étant devenus ennemis, Louisa Barett retourne en Grande-Bretagne où Trott la retrouvera des années plus tard.

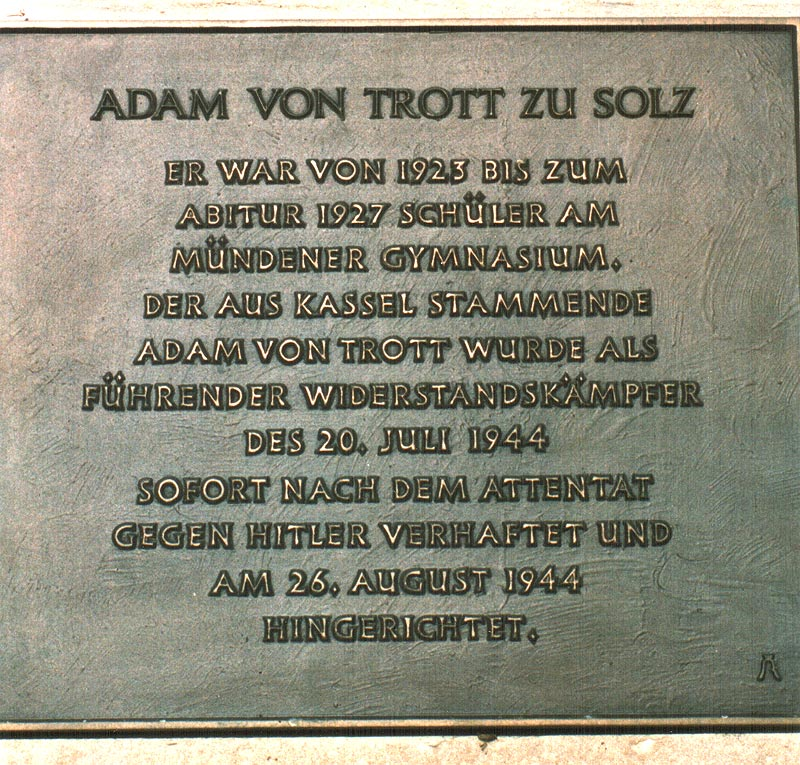
Plaque commémorative apposée sur le Gymnasium de Hannoversch Münden.

Trott entre peu de temps après à l'école maternelle du Collège français de Berlin. En 1917, son père quitte ses responsabilités ministérielles et retourne en tant que haut président dans sa province de Hesse-Nassau. Après deux ans passés à la Volksschule de Cassel, Trott passe quelques mois au Wilhelmsgymnasium (Lycée) de Cassel. Pendant la guerre, la famille aisée des von Trott est elle aussi rationnée. Trott ressent encore plus mal la « réalité impitoyable de la ville de province ». En 1920, August von Trott zu Solz prend sa retraite, la famille part alors pour son domaine d'Imshausen qu'Adam von Trott ne connaissait que pour y avoir passé des vacances. À partir de là il suit des cours privés, ce qui ne l'empêche pas de lier des amitiés.
À Pâques 1921, ses parents décident de l'envoyer dans un lycée de Cassel. Bien que (ou parce que) ce dernier a une chambre chez le pasteur Jäger, le jeune garçon âgé de douze ans développe un esprit critique manifeste envers le conservatisme chrétien : « Je ne peux pas comprendre la sorte de chrétienté dont fait preuve Monsieur le pasteur. Cette sorte de tremblement et de frémissement. Nous devons être courageux, ne pas toujours tout de suite prier et prier (ça sonne comme un gémissement), mais chercher à se racheter par des faits. Je ne peux pas non plus supporter l'Église tant qu'elle nous contraint par des voies détournées. » Le quotidien de l'école ne le satisfait pas. Il n'est pas incité à développer ses qualités et ses résultats fluctuent au gré de son humeur. En 1922, il intègre le « Bund der Nibelungen », un groupe de la « Bündische Jugend » (mouvement inspiré du scoutisme) qui avait fait scission avec le Wandervogel (mouvement lycéen berlinois de l'époque). Quatre ans plus tard, il quitte toutefois le groupe, déçu par l'absurdité manifeste de son idéalisme.
En 1923, Adam von Trott zu Solz entre au lycée Grotefend (de) de Hannoversch Münden. Il est à l'internat du Kloster Loccum situé dans la ville où sa vie quotidienne est soumise à une pression intense. Le jeune homme, sportif et grand (il mesure plus d'1,90 m) se plonge dans l'étude de Goethe et de Hebbel tout comme celle de l'antiquité grecque, en particulier de Démosthène. Il prend pour la première fois connaissance des écrits de Wilhelm von Humboldt qui auront sur lui une influence non négligeable, lui qui les qualifiera plus tard comme des écrits faisant partie d'une « grande tradition intellectuelle allemande ». Jusqu'à l'obtention de son baccalauréat en 1927, il reste élève au lycée de Hannoversch Münden, et les années qu'il y passe restent dans son souvenir comme une époque « belle, à moitié voilée, mi-menaçante, mi-naïve ».

### Études à Munich, Göttingen et Berlin (1927-1930)
Après son baccalauréat, il se décide à faire des études de droit et ainsi perpétuer la tradition familiale. Il choisit lui-même de s'inscrire à l'université Louis-et-Maximilien de Munich. Mais pendant le premier semestre universitaire, il ne se préoccupe guère de la chose juridique : il préfère apprendre l'escrime, prend des cours privés d'anglais et effectue son premier voyage à l'étranger en Autriche. À la même époque, la ville de Munich fait parler d'elle comme étant le centre du mouvement national-socialiste naissant. Âgé de 17 ans, il est à cette époque confronté à la personnalité de Hitler, et note après un discours de ce dernier : « Hitler est un sacré gaillard, d'accord, mais les gens qui l'écoutent sont des incultes et de parfaits incapables ». Grâce à sa mère qui a conservé de nombreux contacts avec des organisations sociales et religieuses, il participe en juin 1927 à une conférence internationale ayant pour thème l'éducation chrétienne.

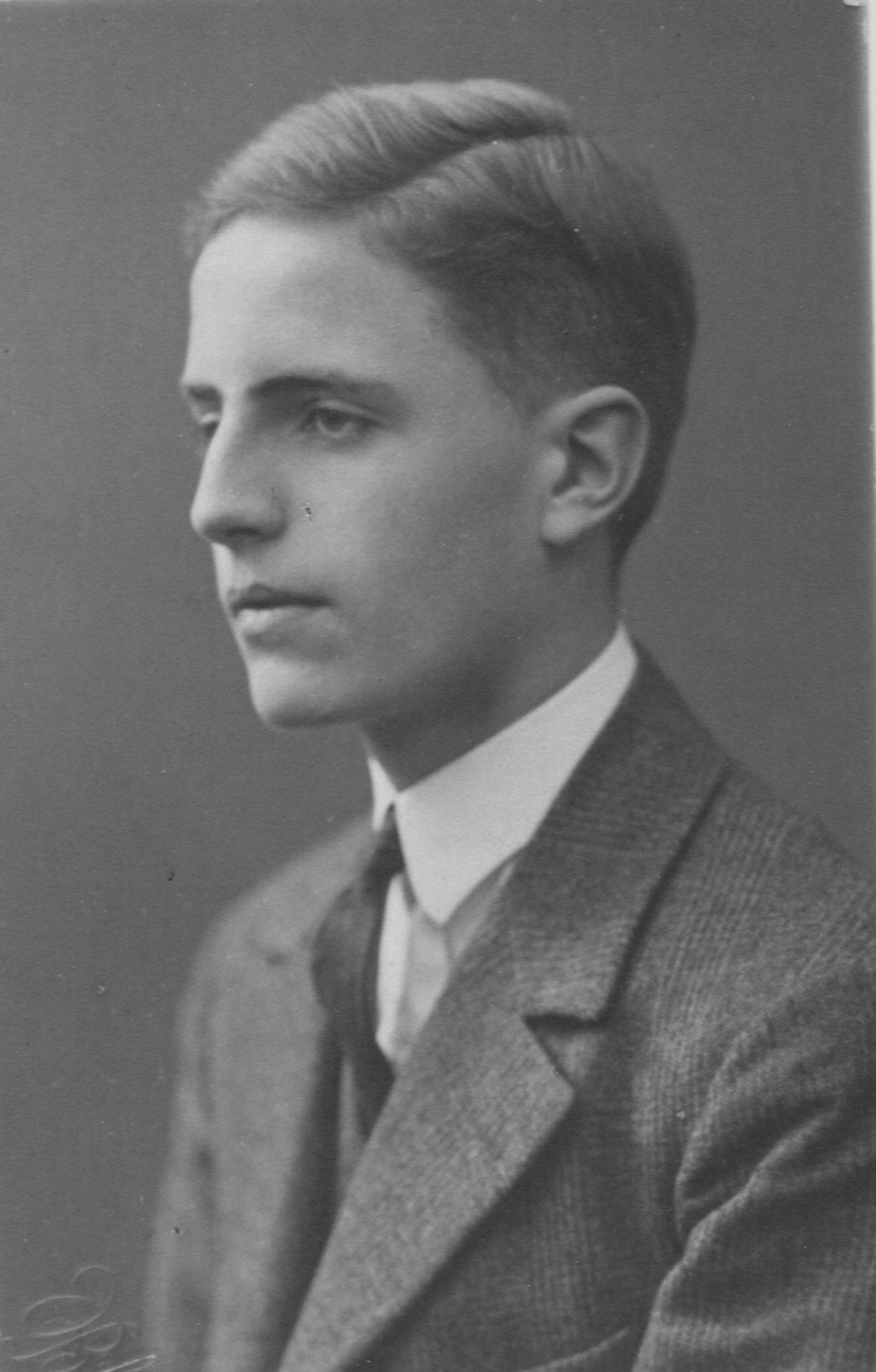
Adam von Trott zu Solz étudiant.

Après seulement un semestre à Munich, il rejoint l'université de Göttingen. En 1928, il intègre la fraternité étudiante « Corps Saxonia Göttingen » où il se lie d'amitié avec Fritz-Dietlof Graf von der Schulenburg. Tracy Strong du YMCA, que Trott avait rencontrée en 1927, l'invite à passer les vacances semestrielles à Genève. C'est l'occasion pour Trott de rencontrer pendant trois semaines des jeunes du monde entier et de débattre dans une atmosphère détendue sur la paix dans le monde. Il y rencontre aussi Willem Visser 't Hooft.
Son intérêt pour les questions internationales ne fait que s'accroître. En janvier 1929, il a de nouveau la possibilité de participer à une conférence chrétienne, cette fois à Liverpool, où il rencontre le recteur du Mansfield College de l'université d'Oxford qui l'invite à venir y passer une session d'études. Trott peut ainsi s'y inscrire en sciences politiques. Il noue très vite de nouvelles amitiés en Grande-Bretagne comme avec Alfred Leslie Rowse (en), travailliste engagé et plus tard historien renommé, et avec Humayun Kabir (en), futur ministre de l'enseignement en Inde. Après son trimestre passé à Oxford, Trott écrit : « Pour la première fois, je me sentis pris au sérieux ».
C'est en Grande-Bretagne qu'il prend la décision de prendre ses distances avec l'Université de Göttingen, trop provinciale à son goût. Il s'en désinscrit en 1929 et s'inscrit à la Friedrich-Wilhelms-Universität à Berlin. Il s'éloigne très vite des cercles trop traditionnels des fraternités étudiantes, et entre en contact avec des groupes socialistes berlinois. Albrecht von Kessel, avec qui il entretenait des rapports amicaux, écrit à son sujet : « Mal du siècle, littérature russe et idées politiques dirigées vers l'extrême gauche étaient les fanions par lesquels il jurait. Il était cependant assez jeune et passionné pour oublier ces idéaux pendant des heures lorsque, beau comme un jeune dieu, il suscitait l'étonnement dans les soirées des salons berlinois. C'était un jeune génie, sensible et irritable. ».
Mais la vie sociale intense de Trott à Berlin compromettant ses études, il retourne à Göttingen en 1930. Il y suit des cours du professeur de droit international Herbert Kraus qui auront sur lui une forte influence dans le domaine juridique. Grâce à Kraus, il développe un grand intérêt pour la philosophie de Georg Wilhelm Friedrich Hegel. En décembre 1930, Trott passe avec succès un concours administratif au Tribunal régional principal (Oberlandesgericht) de Celle, obtenant la mention « tout à fait satisfaisant » après des épreuves en droit civil, droit commercial, droit pénal et droit constitutionnel.
Immédiatement après son examen, Trott commence une thèse sous la direction de Kraus et du professeur en philosophie du droit Julius Binders, intitulée : « Philosophie de l'État de Hegel et Droit international » : il termine en juillet 1931 ce qui s'avérera être son œuvre la plus significative en philosophie du droit. Dans sa thèse, Trott essaie d'aller à l'encontre de la récupération croissante que font de Hegel les cercles radicaux de droite : il se donne pour tâche de raviver les positions de Hegel et de l'idéalisme allemand pour pouvoir les appliquer à son époque en droit et en politique ; sa réflexion est centrée sur la liberté de conscience de tout individu, d'où son refus de toute restriction des droits de l'homme pour préserver plutôt ce qu'il nomme « l'existence d'une substance morale » ; en politique étrangère, cela ne peut s'imposer que par un droit international reconnu par tous et auquel aucun État ne peut se soustraire sans recevoir de sanction. De l'idée hégélienne de l'absolue moralité de l'État, Trott ne retient pas la conclusion d'un positivisme juridique. La thèse est couronnée par la mention summa cum laude.

### Boursier Rhodes à Oxford (1931-1933)

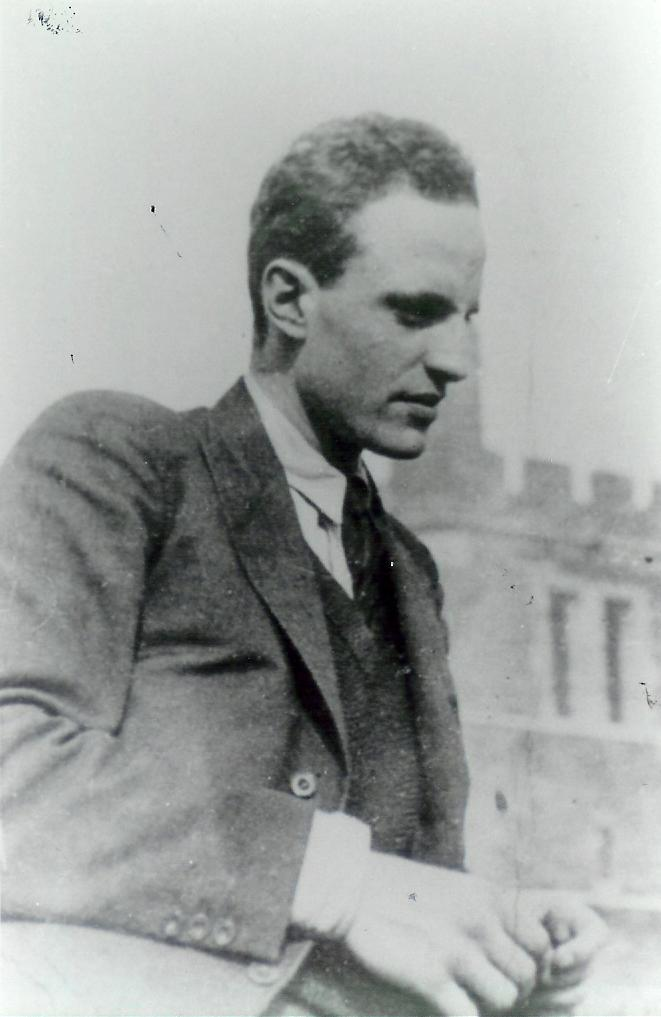
Trott à Oxford.

Après ses études à Göttingen, Adam von Trott zu Solz se porte candidat à la Bourse Rhodes pour partir étudier à Oxford. Ses professeurs Kraus et von Bernstorff le recommandent. Bernstorff, un homme libéral empreint de cosmopolitisme et plus tard ennemi du national-socialisme, avait lui-même été l'un des derniers boursiers d'avant-guerre au sein de l'ambassade allemande à Londres. Quand Trott est reçu à la Bourse Rhodes, la nouvelle déclenche en lui des « torrents de bonheur ».
Pour ses études post-doctorat, il choisit lui-même d'intégrer le Balliol College, une des entités de l'université d'Oxford, en raison de sa proximité avec le monde politique britannique. Il ne s'y adonne pas à l'étude du droit mais aux Modern Greats : philosophie, sciences politiques et économie. Même s'il intègre le Labour Club socialiste et entre en contact avec des députés de la Chambre des communes, Trott cherche toujours sa famille politique. À Oxford, il rencontre de nouveau Humayun Kabir qui devient l'un de ses meilleurs amis. Dès le début du premier semestre, Kabir l'invite à un exposé du Mahatma Gandhi, à la suite duquel Trott réfléchit même à organiser une série de conférences de Gandhi en Allemagne, un projet qui restera sans suite. Il participe à de nombreux séminaires avec le futur ministre américain des Affaires étrangères Dean Rusk. Grâce à Richard Crossman, Trott fait la connaissance d'Isaiah Berlin qui fera vite partie de son cercle d'amis.
C'est à cette époque que David Astor entre lui aussi au Balliol College. Les deux hommes se lient d'amitié. Au soir de la prise de pouvoir de Hitler le 30 janvier 1933, les deux hommes se trouvent dans la salle commune. La nomination de Hitler au poste de chancelier du Reich assomme Trott. Il confie alors à ses amis que sa vie allait être difficile à partir de ce jour, ajoutant qu'il est prêt à rassembler autant d'opposants au national-socialisme que possible et à agir pour défendre les droits de l'Homme. David Astor écrit à propos de cette soirée où Trott planifie ce qu'allait être sa vie future : « Il reconnut de suite que quelque chose de terrible s'était passé et il devint plus calme et plus sérieux. C'était comme si un deuil avait touché sa famille ». Trott termine ses études à Oxford avec le Bachelor of Arts. Astor essaie de le convaincre de rester à Oxford mais Trott a déjà pris sa décision d'agir et lui répond : « Oui, si les gens qui n'aiment pas les nazis quittent l'Allemagne, cela revient à faire place nette pour Hitler. »

### Formation juridique (1933-1936)

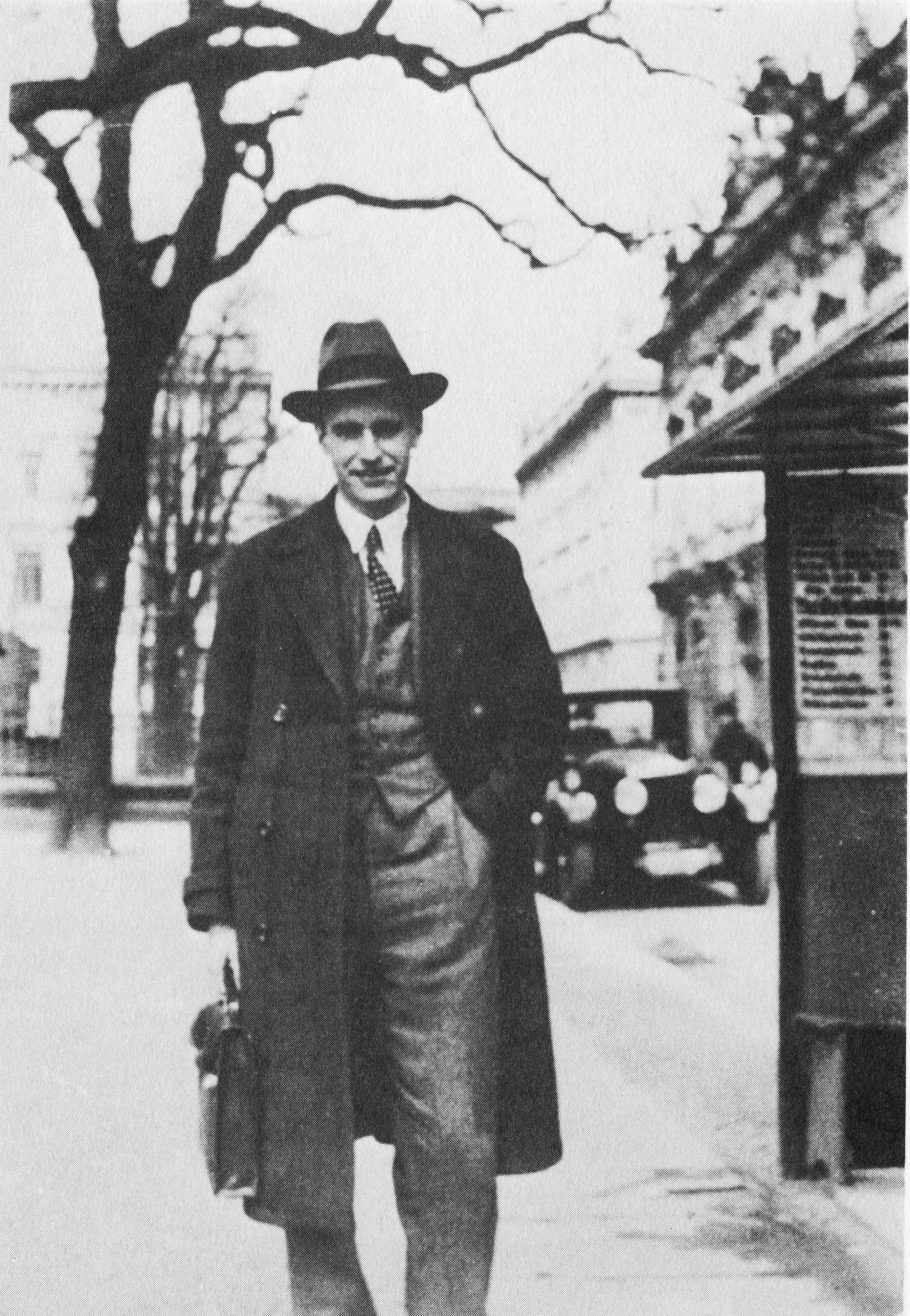
Trott lorsqu'il travaille chez Leverkuehn.

En septembre 1933, Adam von Trott zu Solz se porte volontaire pour intégrer un camp d'entraînement paramilitaire à Marbourg, voulant ainsi se montrer sociable vis-à-vis des nationaux-socialistes au pouvoir, et connaître les bases du national-socialisme. Le 1er octobre 1933, il entre au tribunal d'instance de Rotenburg an der Fulda où il s'occupe avant tout de plaintes de droit civil avant d'intégrer le tribunal de grande instance d'Hanau en janvier 1934. Le 23 janvier 1934, le journal britannique The Guardian rapporte des incidents à Hanau, domaine de compétence de Trott, comme étant typiques de l'État de non-droit allemand. Adam von Trott se sent personnellement attaqué et répond dans deux tribunes libres qu'il n'y a eu aucune persécution antisémite en Hesse du Nord. Il y décrit ses expériences personnelles et essaie aussi de faire la différence entre l'Allemagne et le régime national-socialiste. Par la suite, il remettra en cause sa croyance naïve selon laquelle le caractère de droit d'un État était inébranlable, et regrettera d'avoir écrit ces textes. Les raisons pour lesquelles il les a écrits restent floues : probablement vexé dans son patriotisme, il ne voulait pas réaliser qu'aucune différence n'était plus faite entre sa patrie et le régime de non-droit national-socialiste. Il est également possible qu'il ait essayé de balayer les doutes grandissants que les nationaux-socialistes faisaient naître en lui. Les cercles étudiants d'Oxford surnomment cette tentative de protéger l'Allemagne de « chahut de Trott », dès lors sa réputation est entachée.
Le 18 juillet 1934, Trott doit quitter le service de l'État à la suite du rejet de sa demande de stage pratique au gouvernement. Toutefois, il ne cède pas à la pression d'intégrer les organisations national-socialistes. Albrecht Graf von Bernstorff, diplomate et futur résistant allemand, lui trouve une place dans le cabinet d'avocats berlinois de Paul Leverkuehn. Bernstorff avait lui-même été chassé de la diplomatie à la suite de sa critique ouverte du national-socialisme. À Berlin, Trott réactive ses contacts du temps où il étudiait, par exemple avec les socialistes religieux groupés autour de Paul Tillich. Dans les cercles intellectuels berlinois, il fait la connaissance en 1934 d'Ewald von Kleist-Schmenzin, politicien conservateur qui sera un des futurs conspirateurs de l'attentat du 20 juillet.
En 1934, Trott publie une sélection de textes de l'écrivain Heinrich von Kleist, fasciné par ses aspirations de liberté. Trott croyait reconnaître en Ewald von Kleist-Schmenzin (juriste et politicien allemand, également exécuté après le 20 juillet 1944) ce « sentiment rationnel de la liberté » propre à Kleist. Le fossé entre le socialisme et le conservatisme prussien ne semble pas avoir été un obstacle pour lui. En 1935, Adam von Trott zu Solz se rend à Hambourg et travaille plusieurs mois à la Levante-Schiffahrtsgesellschaft où il approfondit ses connaissances en droit du commerce. À l'automne 1935, il demande en mariage Shiela Grant Duff, une amie rencontrée à Oxford. La journaliste refuse, répondant qu'au vu de la situation en Allemagne, leurs caractères étaient trop différents. Trott accuse difficilement le coup. Il passe l'automne 1935 à déprimer chez ses parents à Imshausen. Dans son journal qu'il tient méticuleusement, il écrit : « Si nous devons transiger avec une époque dans laquelle il est fort probable de voir finir sa vie prématurément, nous devons toutefois au moins faire en sorte qu'il y ait un sens à la mort - d'avoir vécu. » En mars 1936, Trott participe à un camp national-socialiste à Jüterbog pour faire « bonne impression ». Il parvient à passer son examen de magistrat. Le jury d'examen nazi lui donne la mention « satisfaisant » pour son travail, ce qui ne suffit pas pour accéder à un poste de magistrat au service de l'État.

### États-Unis et Extrême-Orient (1937-1938)

#### Contacts avec les États-Unis

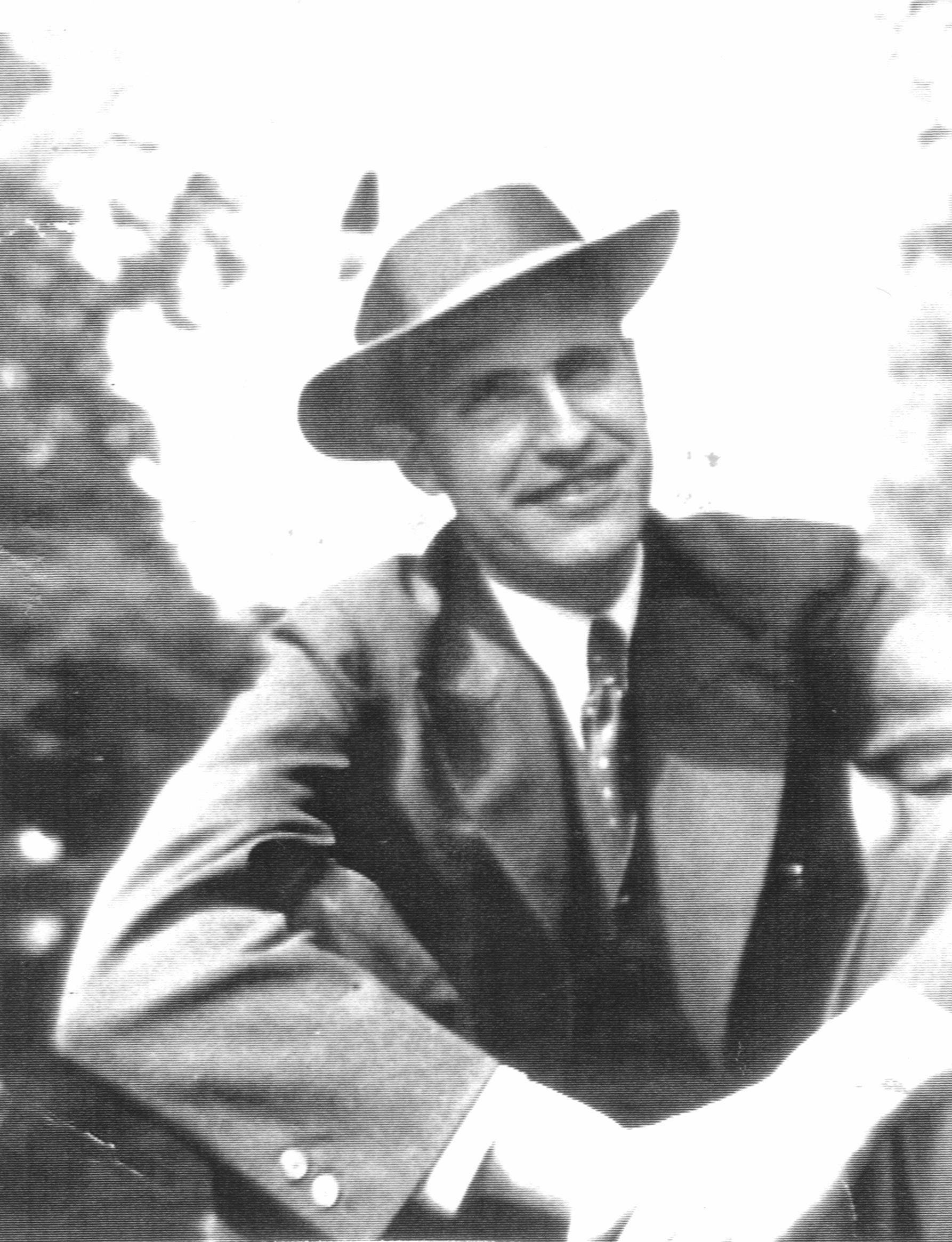
Portrait de Trott vers 1938.

Adam von Trott zu Solz part à nouveau pour Oxford en novembre 1936 pour se renseigner auprès de la Fondation Rhodes sur la possibilité d'y étudier une troisième année. Il expose au président de la fondation Philip Henry Kerr, XIe Marquis de Lothian, son projet de voyage d'étude en Extrême-Orient. Lord Lothian se montre ouvert et répond positivement à sa demande de séjour à l'université de Yanjing de Pékin. Jusqu'au début de l'année 1937, Trott reste en Grande-Bretagne où il loge chez les parents de certains de ses amis d'études. Lorsque Richard Stafford Cripps, homme politique du Parti travailliste et père de son camarade John Cripps, apprend que Trott n'obtiendrait de la Fondation Rhodes que des allocations et non un financement complet, il décide de lui payer le voyage en bateau jusqu'en Chine.
Trott effectue un détour par les États-Unis. De Southampton, il atteint New York le 12 mars 1937. Recommandé par Lord Lothian, il fait la connaissance d'Edward C. Carter, directeur de l’Institute of Pacific Relations. Ce dernier lui permet de participer à un séminaire sur la Chine à l'université de Californie. À Washington, il rencontre William Joseph Donovan, un avocat new-yorkais futur fondateur de l'OSS, Harry Hopkins, alors conseiller de Franklin D. Roosevelt, et le ministre des Affaires étrangères de l'époque Henry L. Stimson. Dans le Comté de Westchester, Trott visite la maison de son ancêtre John Jay toujours habitée par des membres de la famille.
Sur le conseil d'Isaiah Berlin, Trott se rend à Boston pour rencontrer Felix Frankfurter, professeur à la Faculté de droit de Harvard et futur juge à la Cour suprême des États-Unis. Plus tard, Trott se souviendra d'un « week-end très agréable à Harvard ». Les semaines qui suivent, il prend le temps de visiter quelques universités américaines de prestige : l'université Columbia à New York, l'université Cornell et l'université de Chicago. Après Montréal, Ottawa (où il est l'invité de John Buchan), Toronto, Chicago et Kansas City, Trott arrive en Californie. Parallèlement à un séminaire à l'université de Berkeley, il visite Los Angeles et San Francisco. À Carmel il approfondit ses connaissances en langue chinoise et rencontre Wolfram Eberhard, spécialiste des civilisations orientales, avec qui il veut voyager en Chine. Trott a alors passé quatre mois sur le continent américain.

#### Chine et Japon
Après un voyage en bateau d'un mois, les deux hommes arrivent à Hong Kong le 12 août 1937. La Seconde guerre sino-japonaise les empêche de passer par Shanghai, le bateau est confisqué. Ils logent alors à Canton, que Trott ressent comme la première ville chinoise qu'il visite (Hong Kong étant sous domination anglaise) et qui fait grande impression sur lui. Dans la province de Guangxi encore épargnée par la guerre, ils font plus ample connaissance avec les institutions locales. Malgré ces aléas, ils atteignent Pékin le 20 octobre 1937 où ils rencontrent Gustav Ecke, le fondateur de la Nibelungenjugend dont Trott avait fait partie autrefois. Ecke, lui-même sinologue à l'université, héberge Trott et soutient ses études sur la philosophie chinoise de l'État. En l'espace de quelques semaines, Trott maîtrise déjà le vocabulaire le plus important de la langue courante et lie rapidement connaissance avec des Chinois.
Dans son étude sur la philosophie politique chinoise, Trott cherche à comparer les idées politiques fondamentales européenne et extrême-orientale. Il se demande notamment pourquoi les individus obéissent dans un système totalitaire ; les événements contemporains semblent compromettre toute réponse à cette question centrale, l'occupant japonais d'alors détruisant les anciennes institutions chinoises au moment où Trott veut les étudier. Trott voit se constituer en Asie un vide institutionnel qui offrirait à l'Allemagne et la Grande-Bretagne une chance de s'y engager ensemble. Il rassemble ses idées dans un memorandum intitulé « Far Eastern Possibilities ». Grâce à Edward C. Carter et Lord Lothian, son mémo parvient à la Maison Blanche puis à Lord Halifax, le ministre britannique des Affaires étrangères.
Depuis Pékin, Trott entreprend trois grands voyages. En mars 1938, il part pour Tianjin pour se rendre en bateau vers le Japon. Il fait halte à Kumamoto, Kobe, Ōsaka, Kyōto, Tokyo et Hiroshima. Au retour, il passe par la Corée. Son second voyage d'étude le conduit en Mandchourie et dans la province du Shandong où il visite l'ancienne colonie allemande de Qingdao, pour se rendre enfin en Mongolie-Intérieure. Son projet de partir pour l'Indochine française est annulé lorsqu'il reçoit un télégramme d'Imshausen le 28 octobre 1938 : son père est mort. Trott revient immédiatement en Europe. Il rentre en Allemagne un mois plus tard mais pendant son absence, la situation politique s'est dégradée : le pogrom de la Nuit de Cristal de novembre 1938 inaugure une ère de terreur pour les Juifs.

## Parcours professionnel et politique

### Berlin et Cliveden (1939)

#### Entrée dans la diplomatie
« Se mettre au service des droits de l'individu - de l'Homme, comme le disent les théoriciens du droit naturel - avec et contre toutes les règles et les entraves m'est autrement plus important que d'être au service de l'État qui est devenu arbitraire. »

— Adam von Trott zu Solz.

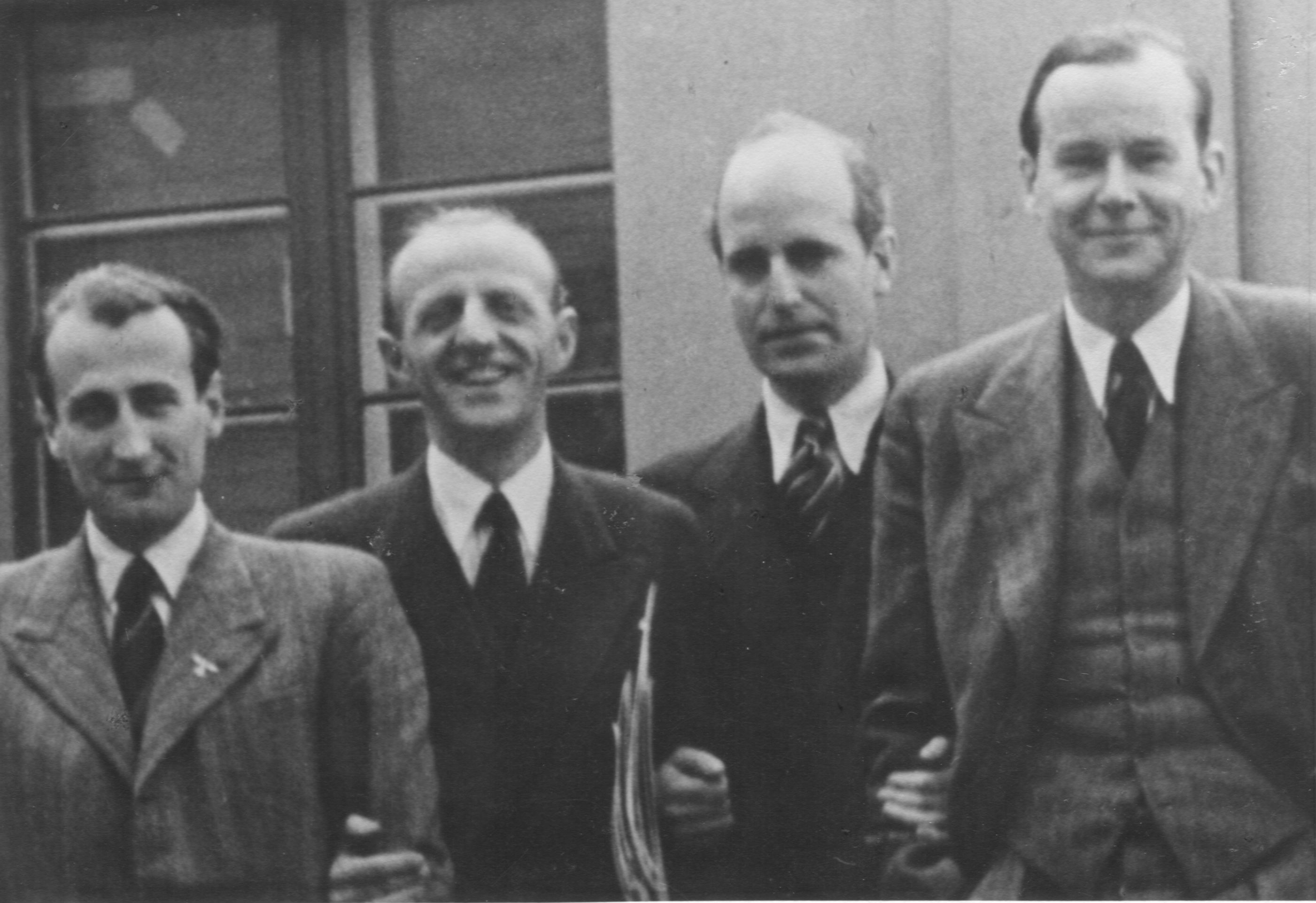
Adam von Trott (2e à partir de la droite) avec d'autres collaborateurs du ministère des Affaires étrangères.

Après son retour à Imshausen, Trott se voit renforcé dans sa décision de prendre des responsabilités en Allemagne. Son projet est double : il veut d'une part collaborer avec l'administration du régime national-socialiste pour s'attirer la confiance des dirigeants et ainsi se créer une marge de manœuvre qu'il utiliserait d'autre part pour la résistance qui commence à se former. Avec son ami de Hambourg Peter Bielenberg, il pose sa candidature au ministère de l'Économie du Reich. Bielenberg est accepté mais pas Trott. Celui-ci tente ensuite d'entrer au ministère des Affaires étrangères qu'il n'intègre que quelques mois plus tard. C'est à cette époque qu'il noue des contacts importants avec les chefs de la résistance. Il fait la connaissance de Kurt von Hammerstein-Equord qui est le beau-père de son ami Friedemann Freiherr von Münchhausen. Von Hammerstein est l'ancien chef de l'armée et opposant déclaré des nationaux-socialistes. Trott rencontre également l'ancien chef de l'État-major de l'armée Ludwig Beck et on le présente à Berthold Schenk Graf von Stauffenberg lors d'une conférence de la Société d'études chinoises.
En 1939, Adam von Trott rencontre Walther Hewel, un ami de ses proches. À cette époque, Hewel est « Chargé permanent du ministère des Affaires étrangères du Reich auprès du Führer » et fait le lien entre Joachim von Ribbentrop et Hitler. Hewel se déclare ouvert avec les plans de Trott d'utiliser ses contacts pour une alliance ou tout du moins un pacte de non-agression entre l'Allemagne nazie et la Grande-Bretagne. Il autorise Trott à se rendre en Grande-Bretagne. Le voyage est financé par le Ministère des Affaires étrangères et a lieu le 1er juin 1939. Le double jeu de Trott commence alors.

#### Contacts en Grande-Bretagne

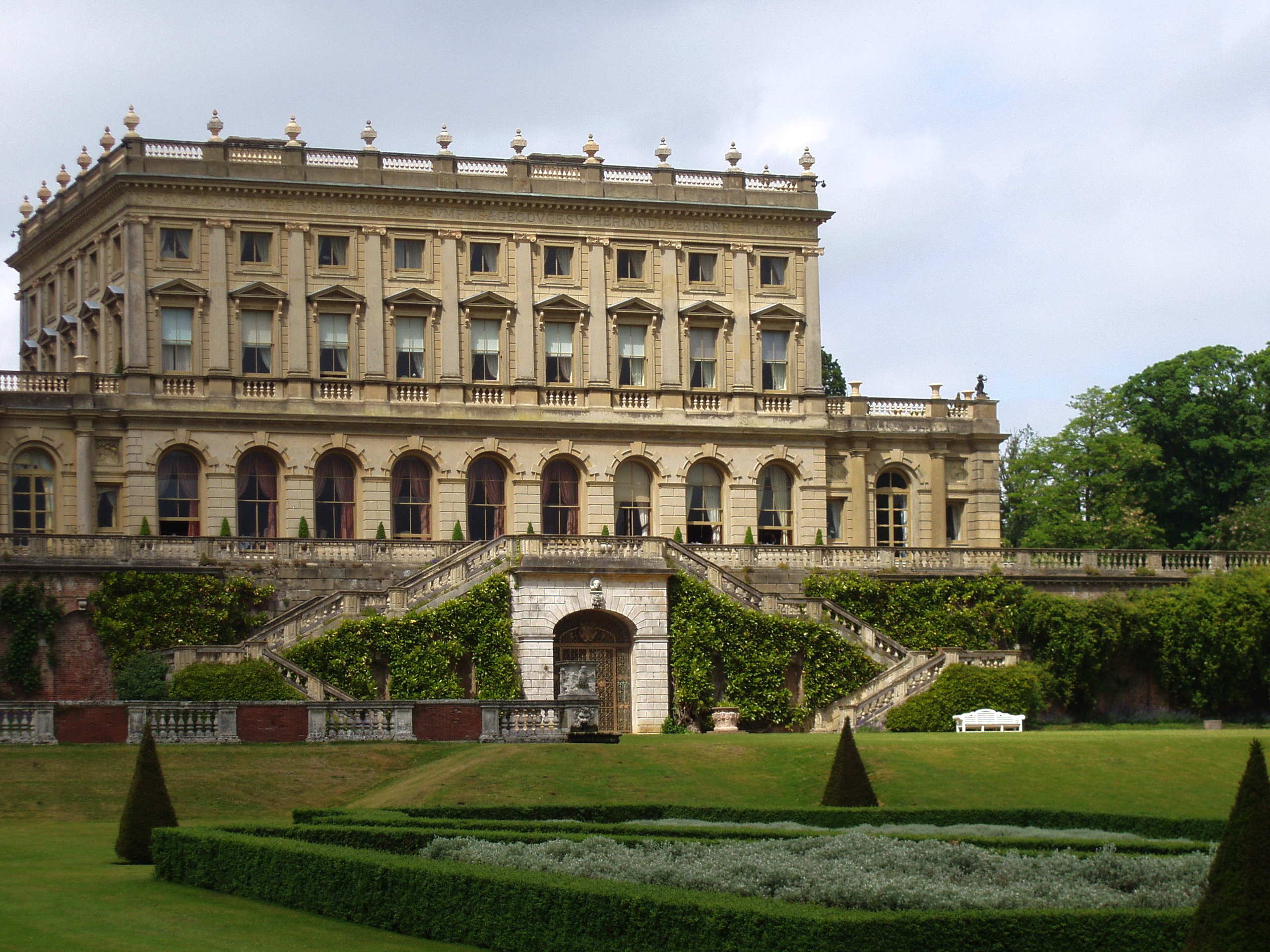
Cliveden, maison de la famille Astor.

À Londres, Trott s'entend avec son ami David Astor, journaliste et futur directeur du journal The Observer, pour entrer en contact avec le gouvernement britannique par l'intermédiaire de la famille Astor. Sa mère, Nancy Astor, arrange une rencontre avec Lord Halifax dans leur maison de Cliveden à Taplow. Trott profite de l'occasion pour confier au ministre ses réflexions sur la résistance. Halifax apprend alors pour la première fois l'existence de contacts rapprochés entre le régime national-socialiste et l'Union soviétique préparant le futur Pacte germano-soviétique (signé le 23 août 1939). Lors de sa politique étrangère d'apaisement (Appeasement-policy), Halifax avait longtemps considéré l'Allemagne hitlérienne comme un rempart contre le bolchévisme. Halifax montre alors un grand intérêt à rester en contact et lui propose de préparer une entrevue avec le Premier ministre Neville Chamberlain lors du prochain passage de Trott à Londres.
Le projet qu'Adam von Trott veut promouvoir grâce au Cliveden set (un cercle influent de personnalités britanniques autour de Nancy Astor), doit se dérouler en trois étapes : 1- un pacte de non-agression entre l'Allemagne et le Royaume-Uni qui évite in extremis l'invasion de la Pologne ; 2- cet accord entraîne l'échec du pacte entre Hitler et Staline ; 3- faire ainsi gagner du temps à la résistance pour organiser un attentat contre le dictateur. Trott donne le change à ses chefs au sein du ministère des Affaires étrangères à Berlin, en leur rapportant qu'il a exprimé aux Anglais sa « profonde amertume vis-à-vis de la politique anglaise » et « vis-à-vis de l'identification de la Grande-Bretagne avec l'injustice perpétrée à Versailles contre l'Allemagne ».
Le 8 juin 1939, Trott est reçu par le Premier ministre Chamberlain au 10 Downing Street. Chamberlain ne se montre que moyennement intéressé par le plan de Trott et pense impossible d'arrêter immédiatement les ambitions expansionnistes de Hitler. Trott a alors l'impression de parler avec un « homme à moitié mort ». Il n'est pas le seul représentant de la résistance à être venu voir Chamberlain : à l'été 1939, Carl Friedrich Goerdeler, Helmuth James von Moltke et Ewald von Kleist-Schmenzin séjournent dans la capitale britannique pour agir dans les milieux gouvernementaux. Shiela Grant Duff, écrivaine et journaliste, cherche entre-temps à susciter une rencontre entre Trott et Winston Churchill : Trott rencontrera finalement la sœur de Churchill, car Trott refuse de rencontrer directement le très conservateur Churchill de peur que les services dont il dépend à Berlin ne découvrent son double jeu. Après son séjour à Londres, Trott retourne à Oxford où il est accueilli avec une très grande défiance. Un de ses amis du Balliol College, Charles Collins, l'expliquera ainsi : « Ce que l'on ne comprenait pas, c'était qu'il était obligé de jouer un double jeu. Il devait montrer deux visages. S'il n'avait pas donné l'illusion d'être un serviteur fidèle de son gouvernement, il n'aurait jamais eu la liberté de voyager par le monde. »
Le 23 août 1939, le ministre allemand des Affaires étrangères Ribbentrop rencontre des émissaires soviétiques et conclut le pacte de non agression germano-soviétique. Les efforts de Trott n'ont pas eu l'effet escompté. L'offensive allemande sur la Pologne du 1er septembre 1939 a lieu sans déclaration de guerre. En raison de leurs engagements, la France (à la suite de l'Alliance franco-polonaise) et la Grande-Bretagne déclarent la guerre deux jours plus tard au Reich allemand.

### États-Unis (1939/1940)
Adam von Trott zu Solz avait été invité par Edward C. Carter à la conférence de l'Institut des relations pacifiques (Institute of Pacific Relations). Pour pouvoir se rendre aux États-Unis, Trott a besoin d'une autorisation du ministère des Affaires étrangères de Berlin. Ernst von Weizsäcker et Albrecht von Kessel soutiennent résolument le projet de Trott, souhaitant convaincre Walther Hewel de la nécessité de sonder la politique américaine envers l'Allemagne. Partant de Gênes, Trott arrive à New York le 2 octobre 1939. Depuis son arrivée, le FBI surveille Trott considéré comme un agent nazi.
À New York, Trott prend contact avec d'anciennes connaissances des cercles socialistes berlinois qui avaient émigré en Amérique. George M. Merten, Paul Scheffer, l'ancien chef rédacteur du Berliner Tageblatt, et Trott mettent au point un mémorandum qu'ils veulent envoyer au président américain Roosevelt et aux intellectuels américains de premier plan. Les États-Unis, neutres à cette époque, commencent à voir leur intérêt dans une guerre en Europe, ce qui peut être propice à l'influence de la résistance allemande. Trott attend de Roosevelt qu'il s'engage à ne pas envahir l'Allemagne dans le cas d'un attentat réussi contre Hitler et d'un putsch militaire qui s'ensuivrait, mais à soutenir le nouveau gouvernement qui serait mis en place. L'ancien chancelier Heinrich Brüning, qui avait émigré aux États-Unis et qui enseignait à Harvard, pouvait être rallié à sa cause. Trott rencontre au moins cinq fois Brüning qui l'aide par ses relations à Washington. Trott est ainsi reçu au Département d'État (ministère des Affaires étrangères américain).
À Harvard, il rend visite à son ami Felix Frankfurter. Leurs retrouvailles sont glaciales, car Frankfurter a été averti par le professeur Maurice Bowra d'Oxford que Trott pouvait être un espion nazi. Lors d'une rencontre précédente avec Trott, Bowra avait fortement douté des intentions de Trott, car ce dernier dissuadait alors les Britanniques d'entrer en guerre contre Hitler (cela aurait rendu difficile la situation de la résistance intérieure allemande). Bowra avait interprété l'attitude de Trott comme une manipulation du gouvernement national-socialiste, et avait envoyé des lettres de mise en garde à ses nombreux amis influents. L'entrevue de Trott avec Frankfurter tourne à l'aigre et Trott fait cette remarque funeste : « Si le gouvernement américain veut toujours soutenir la résistance, les citoyens juifs américains doivent rester dans la retenue pour ne pas renforcer davantage le spectre antisémite en Allemagne ». Frankfurter se sent profondément touché par cette remarque. Il est mis fin à l'entrevue et les deux hommes n'auront plus de contact à la suite de ce malentendu. Alexander Böker, l'assistant de Heinrich Brüning, craignait à ce sujet de lourdes conséquences : « Felix Frankfurter a complètement compris de travers les motivations de Trott et a très vite déclenché une campagne contre lui qui le présentait comme un agent nazi. » Roosevelt, dont Frankfurter est l'ami et le conseiller, réduit à la suite de cela la fréquence de ses relations avec la résistance.
Fin novembre, Trott participe à la conférence à Virginia Beach où il endosse à nouveau le rôle d'un représentant officiel de l'Allemagne pour ne pas se trahir. Il ne joue toutefois pas l'identification avec le régime national-socialiste mais argumente d'après son propre avis ce qui lui permet de faire bonne impression auprès de nombreux participants. Grâce à son amie Ingrid Warburg, il fait la connaissance de Karl Frank du groupe de résistants allemands social-démocrate Neu Beginnen, groupe auquel Trott gardera contact sa vie durant. Ingrid Warburg parvient à faire inviter Trott à boire le thé chez Eleanor Roosevelt à la Maison Blanche, mais la rencontre n'apporte rien de concret.
Des courriers d'amis d'Allemagne et de Grande-Bretagne supplient Trott de rester aux États-Unis et de se détourner de son pays, car sa vie serait en danger. Mais quoique conscient de ce danger, Trott prend la décision de rentrer en Allemagne et d'entrer activement en résistance. Au retour, il passe par la Californie et l'océan Pacifique. À Honolulu, il rencontre Klaus Mehnert (journaliste et écrivain) qui à cause de cette entrevue sera soupçonné d'être un agent allemand. De Pékin où il rend à nouveau visite à Gustav Ecke, il prend le Transsibérien, traverse l'Union soviétique et doit s'arrêter à Königsberg. Trott a la jaunisse et se repose plusieurs semaines chez son ami Götz von Selle, le dernier recteur de l'université de Königsberg.

### Berlin - amitié et résistance (1940-1942)

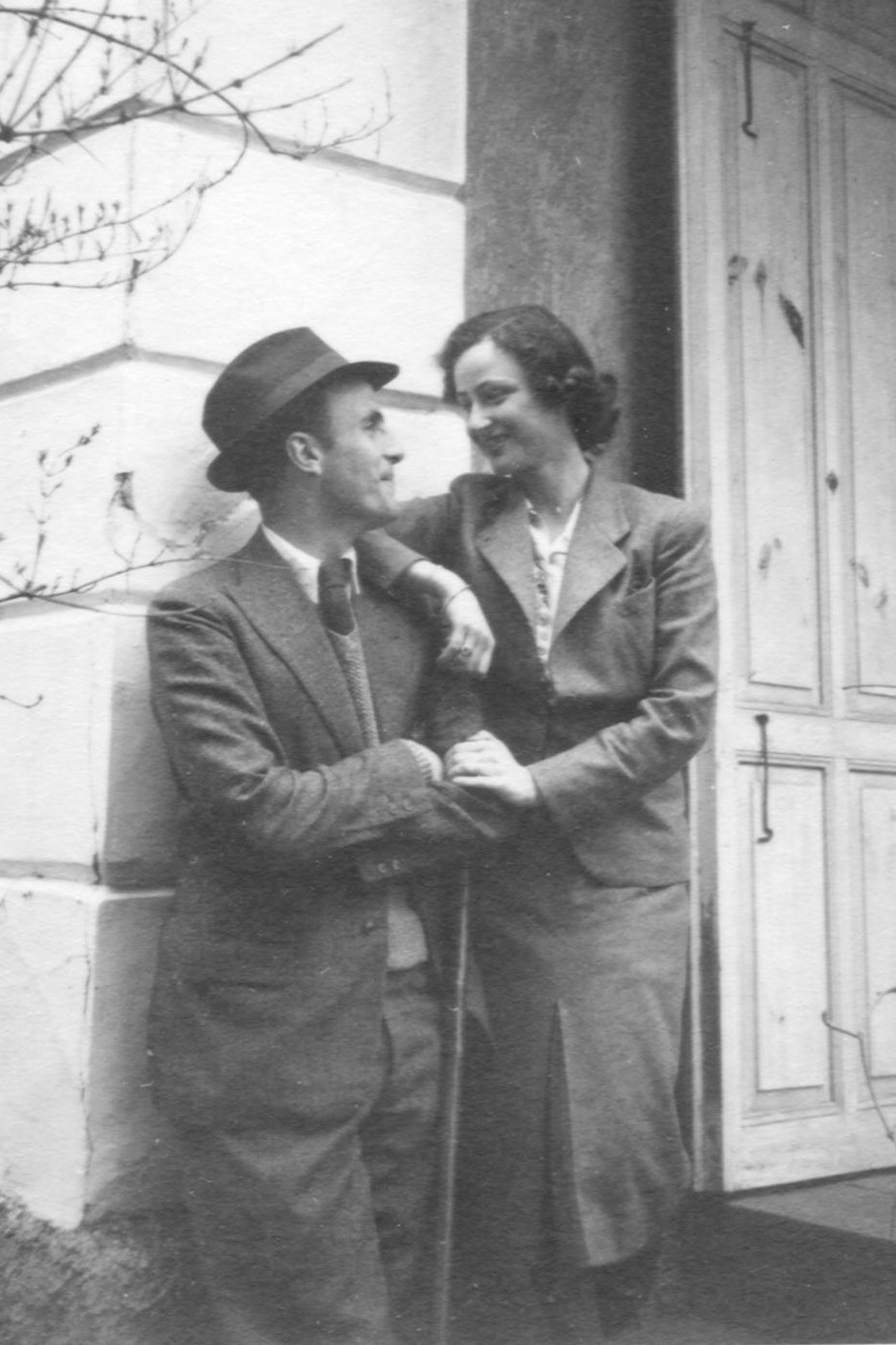
Adam von Trott et sa fiancée Clarita Tiefenbacher en 1940.

Après son retour, Trott fait deux rechutes et doit aller à l'hôpital. Cinq ans plus tôt, en 1935, il avait rencontré furtivement Clarita Tiefenbacher. Le 9 avril 1940, il se décide alors à se fiancer avec elle. Clarita Tiefenbacher, descendante d'une famille de patriciens de la Hanse, n'avait pas entendu parler de lui depuis longtemps mais leur amour était réciproque. Ils se fiancent la première fois qu'ils se revoient.
En mai 1940, la situation politique change : l'armée allemande marche dans les Pays-Bas, en Belgique et en France, tandis qu'en Grande-Bretagne le gouvernement de Chamberlain adepte de l’appeasement démissionne et que Churchill est nommé Premier ministre. Le 8 juin 1940, Trott épouse Clarita Tiefenbacher à Reinbek près de Hambourg. Il se sent prêt à fonder sa propre famille et veut pour cela un emploi sûr. Il devient alors collaborateur scientifique au Ministère des Affaires étrangères ; le 1er juillet, il devient membre du parti nazi (NSDAP), à l'encontre de ses convictions les plus profondes, pour pouvoir continuer son double jeu. Trott travaille tout d'abord au bureau de l'information qui informe les services administratifs allemands de l'état de l'opinion publique dans les pays ennemis.
Au printemps 1940, les services du ministère des Affaires étrangères, y compris celui de Trott, sont réorganisés sur ordre de Wilhelm Keppler. Trott s'efforce à obtenir de nouvelles responsabilités, et on lui confie le dossier Amérique du Nord et Extrême-Orient. Adam von Trott entre en contact avec Subhash Chandra Bose qui a fui l'Inde pour arriver à Berlin le 3 avril 1941, et qui au contraire de Gandhi et de Nehru, cherche un partenaire dans l'Allemagne nazie. En 1941, la politique étrangère national-socialiste espère une collaboration avec le mouvement d'indépendance indien pour affaiblir l'hégémonie britannique - et donc alliée - en Asie du sud. Wilhelm Keppler met en place début 1941 un « Bureau indien » au sein du bureau de l'information. Alexander Werth, un collaborateur de Trott, décrit son travail comment étant suit : « D'abord le bureau d'information, ensuite le dossier spécial sur l'Inde, et enfin le travail pour la résistance. Dans son travail, ces trois objectifs se mêlaient, tant sur le plan pratique qu'en fonction de ses convictions, à vrai-dire chacun de ces objectifs influait sur un autre. Car seul le travail légal permettait la liberté de mouvement nécessaire pour entamer et conduire les activités illégales. »
Trott est le chef du Bureau « Indes » et peut employer des collaborateurs sans devoir passer par le ministère. C'est ainsi qu'il parvient non seulement à sauver des amis juifs de Paris de la déportation, mais également à élargir ses contacts grâce au syndicaliste social-démocrate Franz Josef Furtwängler. Furtwängler lui permet de faire la connaissance de l'ancien député social-démocrate Julius Leber, un des chefs de la résistance de gauche. L'activité de aux Affaires étrangères lui permet de lier des contacts, mais également des amitiés comme avec Hans Bernd von Haeften et sa femme qui deviennent par la suite parrain et marraine de ses enfants. Les couples Trott, Haeften, et Peter et Christabel Bielenberg (l'ami de Trott, devenu jusiste et son épouse, écrivain d'origine anglaise) se donnent rendez-vous à Berlin pour des promenades. Helmuth James von Moltke et son épouse Freya von Moltke font également partie de ce cercle d'amis. Moltke travaille sous les ordres de Wilhelm Canaris au service Étranger-Défense du haut commandement des forces armées allemandes, et discute souvent avec Trott et Eugen Gerstenmaier de la philosophie de Hegel. Le 1er mars 1942, Verena, la première fille d'Adam et Clarita von Trott, vient au monde à Berlin. Gerstenmaier la baptise. Par l'intermédiaire de Peter Bielenberg, Trott fait la connaissance de Peter Yorck von Wartenburg et de son épouse Marion Yorck von Wartenburg, dont la maison dans la Hortensienstraße à Berlin-Lichterfelde devient vite le quartier général de la résistance. Les bases du cercle de Kreisau sont en place.

### Genève et Kreisau (1942-1943)

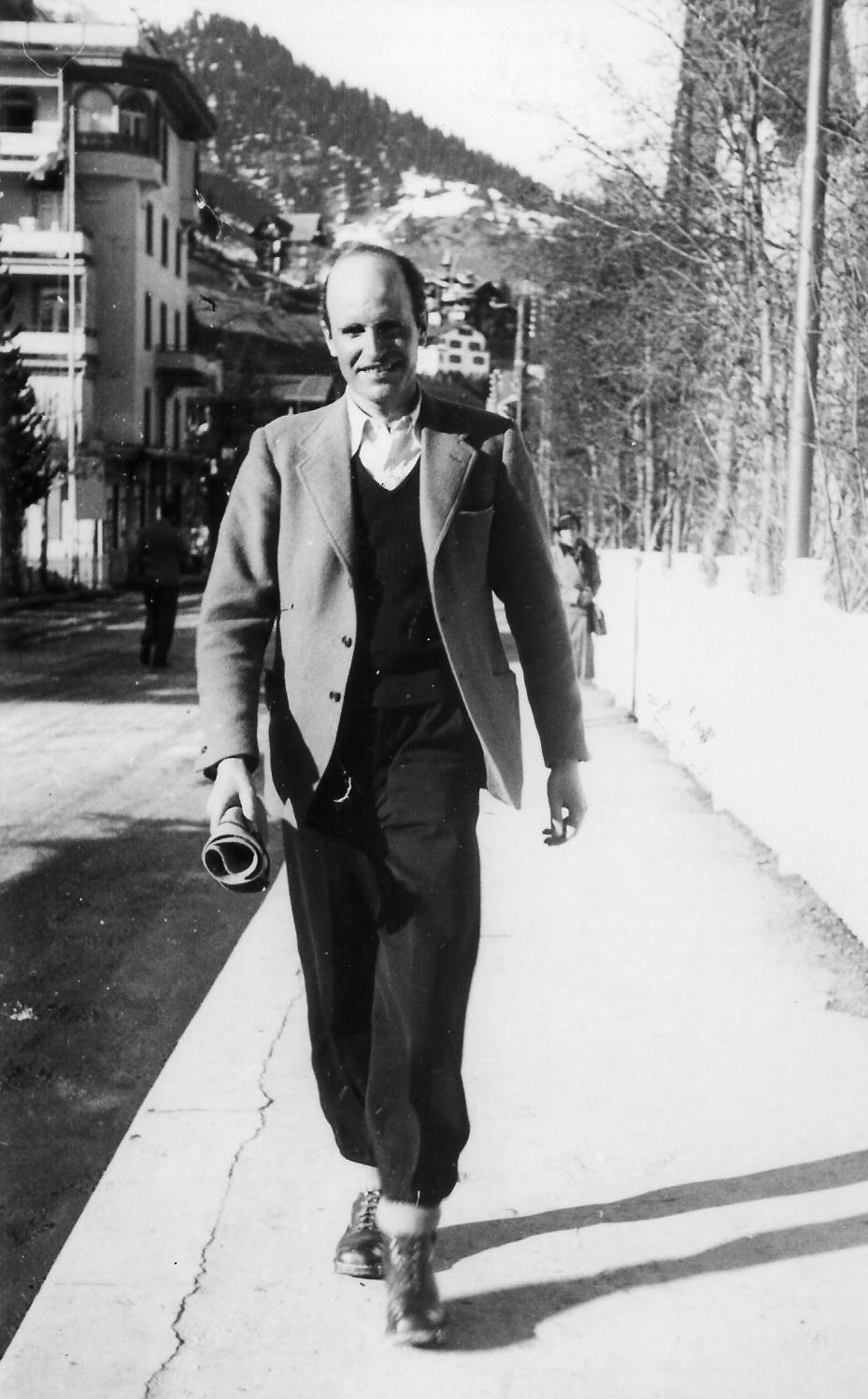
Trott en Suisse probablement en avril 1942.

Le 20 juin 1941, Winston Churchill ordonne la fin de toute médiation entre la Grande-Bretagne et l'Allemagne. La capitulation sans condition du Reich allemand devient but de guerre, ce qui rend très difficile le travail de la résistance allemande pour convaincre les Alliés. Deux jours plus tard, la Wehrmacht (armée allemande) attaque l'Union soviétique, rompant ainsi le pacte germano-soviétique. L'attaque japonaise contre Pearl Harbor le 7 décembre 1941 décide les États-Unis à entrer en guerre aux côtés des Alliés. Au printemps 1942, Trott souffre d'une sinusite qu'il doit soigner à Davos. De là, il part pour Genève le 27 mars. Son activité au ministère des Affaires étrangères lui permet de voyager librement dans les pays neutres. À Genève, il part à la recherche du théologien néerlandais Willem Visser 't Hooft qu'il avait rencontré quatorze ans plus tôt. Entre temps, Visser 't Hooft était devenu secrétaire général du Conseil œcuménique des églises. Par son entremise, Trott espère rallier à lui l'un des ministres du Cabinet de guerre, Sir Stafford Cripps qui est ministre des Relations avec le Parlement, et aussi peut-être amener le gouvernement de Churchill à revoir sa position. Cripps dispose à l'époque d'une influence considérable sur la politique britannique. Il est même considéré pendant un temps comme un successeur potentiel de Churchill. Visser ’t Hooft propose à Trott de rédiger un mémorandum à destination du gouvernement britannique.
De retour à Berlin, Trott, Gerstenmaier et Haeften travaillent ensemble au rapport. Ils demandent du soutien pour renverser le régime national-socialiste et exigent la fin de l'attitude incertaine des Alliés vis-à-vis de la résistance. Le rapport arrive comme espéré entre les mains de Cripps qui se montre dans un premier temps enthousiaste : « C'était un mémoire brillant qui sera considéré un jour comme un document prophétique. Cela montre qu'Adam Trott possédait les qualités et la dimension d'un grand homme d'État européen. » Cripps recommande à Visser’t Hooft d'encourager Trott sans toutefois oublier de souligner la grande nécessité d'une capitulation allemande. Dans les jours qui suivent, Cripps appuie de tout son poids les propositions de Trott auprès de Churchill et de son ministre des Affaires étrangères Anthony Eden sans toutefois être écouté. On lui fait comprendre que les dossiers contre Trott sont si épais que sa bonne foi n'arrivera pas à les contrebalancer. Même la visite au gouvernement de l'évêque de Chichester, George Kennedy Allen Bell, reste vaine. Ces nouvelles abattent Adam von Trott qui commence à douter des chances de la résistance.

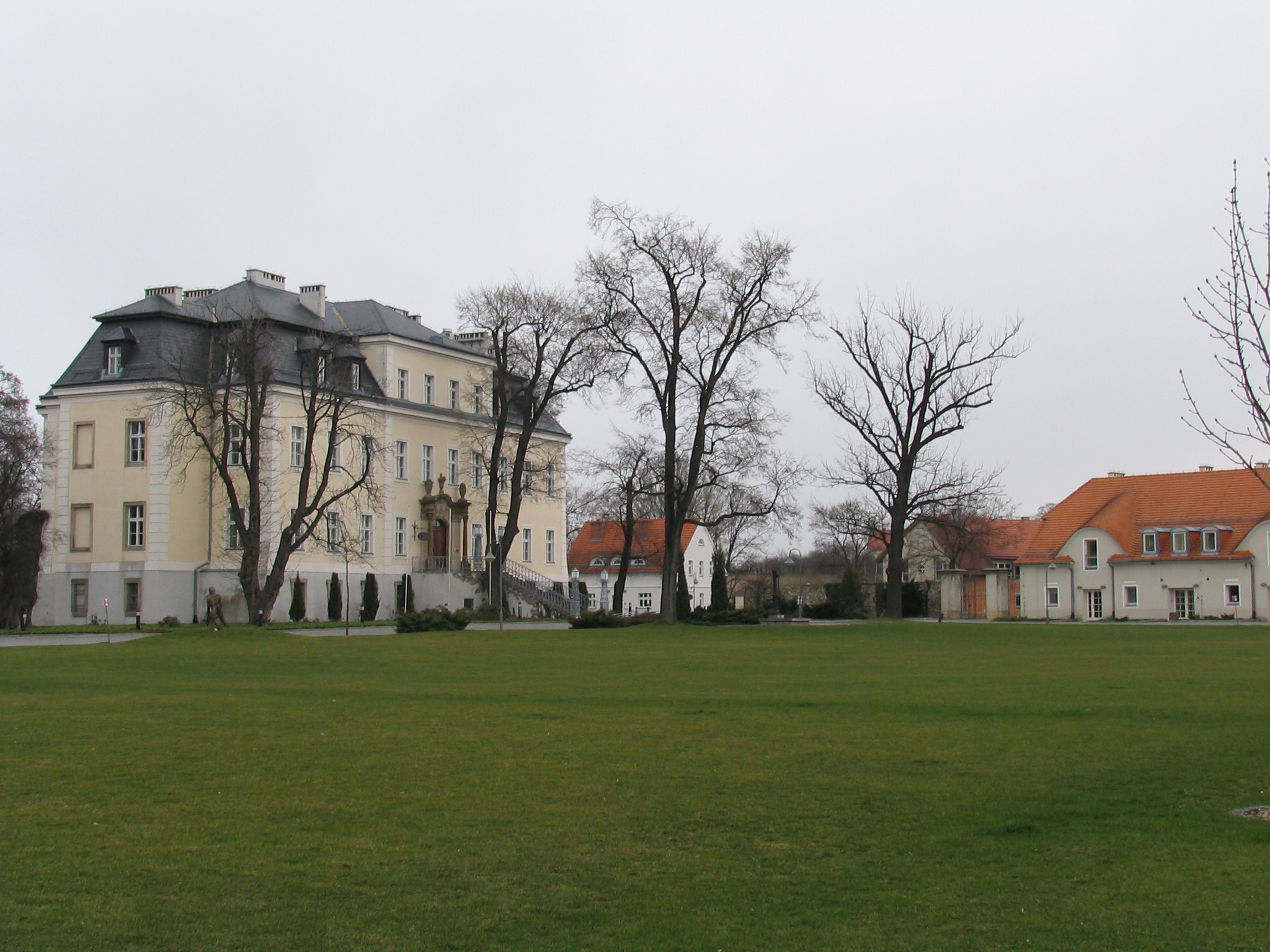
Château de Kreisau où se déroulent trois réunions du cercle.

Après le démantèlement de l'Orchestre rouge à Berlin, la sécurité s'est renforcé. Trott entre de plus en plus en conflit avec Moltke qui refuse tout attentat contre Hitler pour des raisons éthiques. Des hommes d'horizons les plus différents se rencontrent dans la Hortensienstraße. On trouve aux côtés des aristocrates silésiens Moltke et Yorck les socialistes Carlo Mierendorff et Theodor Haubach, les diplomates Hans-Bernd von Haeften et Adam von Trott, les théologiens Alfred Delp et Eugen Gerstenmaier, le juriste Paulus van Husen, l'officier Theodor Steltzer, le pédagogue socialiste Adolf Reichwein et parfois les économistes Horst von Einsiedel et Carl-Dietrich von Trotha. L'expression « cercle de Kreisau » semble être le terme employé a posteriori par la Gestapo après l'échec de l'attentat, pour désigner la résistance autour de Moltke (d'après la résidence de ce dernier à Kreisau, en Basse-Silésie), mais n'est pas connue pour avoir été utilisée par ses membres ; cependant ce mouvement de résistance contre le nazisme reste connu sous cette dénomination.
Les réunions du cercle ne se tiennent pas seulement dans l'appartement de Yorck mais aussi à Klein Oels, au château de la famille près de Breslau et dans le domaine de Groß Behnitz, siège de l'industriel Ernst von Borsig junior. Mais le groupe sera plus tard nommé d'après le château de Kreisau, propriété de la famille Moltke. Ils s'y réunissent au total trois fois, et lors d'échanges entre représentants de diverses opinions, s'efforcent d'esquisser un nouvel ordre institutionnel pour l'Allemagne après Hitler et la mise en place d'un renouveau démocratique par l'intérieur. Lors de la première réunion du 22 au 25 mai 1942, c'est la relation entre Église et État tout comme les questions de l'enseignement qui sont au centre des débats. La deuxième réunion du 16 au 18 octobre 1941 se concentre sur une nouvelle constitution et un programme économique. La troisième réunion à la Pentecôte 1943 est consacrée à la politique extérieure, à une communauté européenne pour le maintien de la paix et au châtiment des criminels de guerre.
Adam von Trott zu Solz n'est présent qu'à la dernière réunion, mais avec soixante-trois prises de paroles, il est un des membres les plus actifs du cercle de Kreisau après Moltke et Yorck.
Lors de la troisième réunion, Trott développe des idées qui reposent sur son mémorandum de 1941 : une communauté économique et une communauté de valeurs européenne qui assurerait durablement la paix en collaboration avec une Société des Nations fiable. À 34 ans, il est le plus jeune membre du groupe, mais son ouverture d'esprit face aux conceptions socialistes et conservatrices font de lui un élément capital du cercle de Kreisau; en cela qu'il sert de ciment entre les différents groupes politiques. Après la réunion, Trott part de nouveau à l'étranger en tant que « Ministre des Affaires étrangères de la résistance » pour créer les bases diplomatiques d'une Allemagne post-Hitler reconnue et acceptée.

### «Ministre des Affaires étrangères» du cercle de Kreisau

#### Kreisau et Istanbul (1943)

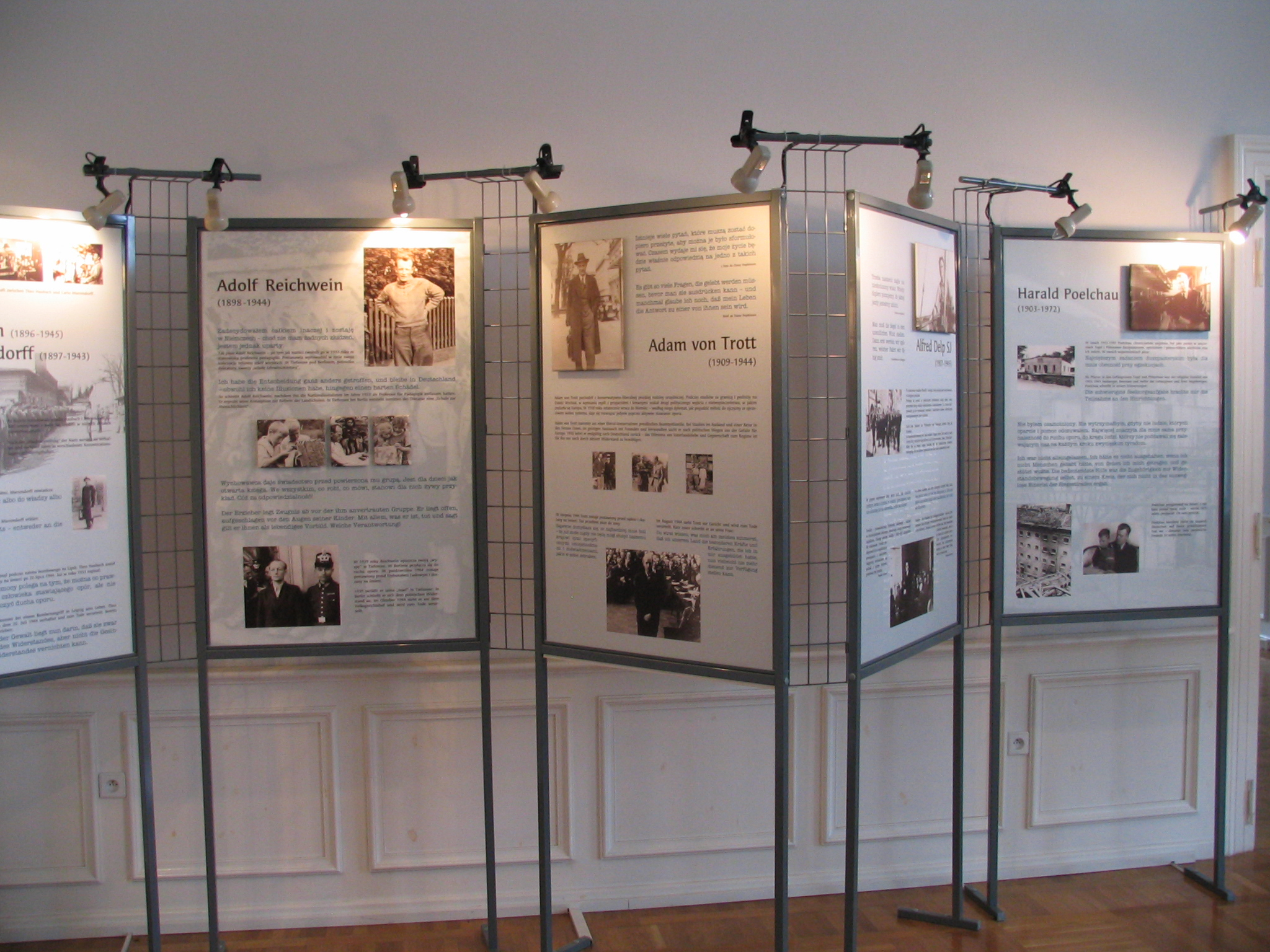
L'exposition In der Wahrheit leben (« Vivre dans la vérité ») à Kreisau entretient le souvenir de von Trott.

Pour Adam von Trott, les échanges entre le groupe réuni autour de Carl Friedrich Goerdeler et du général Beck, et les membres du cercle de Kreisau sont particulièrement importants. Goerdeler est pressenti pour devenir chancelier en cas d'un attentat réussi contre Hitler et il met au point après en avoir discuté avec les différents groupes de résistants le Cabinet fantôme Beck/Goerdeler qui réunit les potentiels futurs membres du gouvernement. Adam von Trott y a le poste de secrétaire d'État sous les ordres de Ulrich von Hassell en tant que ministre des Affaires étrangères. Avec Hassell et Johannes Popitz, Trott et Gerstenmaier organisent une réunion entre les jeunes et idéalistes porte-paroles du cercle de Kreisau, et les résistants conservateurs regroupés autour de Goerdeler. Les groupes restent sur leurs gardes : Goerdeler considérait jusqu'alors Moltke comme un « bolchéviste de salon » pendant que celui-ci donnait au groupe Beck/Goerdeler le titre de His Majesty's most loyal opposition.
La rencontre a lieu le 8 janvier 1943. Pour beaucoup des membres du cercle de Kreisau, l'approche de Goerdeler est ressentie comme une démarche pour recruter un partenaire mineur en vue d'une coalition gouvernementale. Pour Moltke, les idées de l'ancien maire de Leipzig sont trop vagues et il les qualifie en faisant allusion à la situation après la révolution russe de février 1917 de Solution à la Kerenski. Les questions de politique étrangère revêtent alors une importance particulière : tandis que Goerdeler plaide pour une orientation vers l'ouest, Trott défend une ouverture à l'ouest et à l'est afin de sonder des deux côtés les possibilités de conclure la paix. Malgré les divergences, on parvient à se mettre d'accord sur le cabinet fantôme de Goerdeler.
Le 17 juin, quelques jours après la troisième réunion du cercle, Trott part pour la Turquie pour nouer de nouveaux des contacts avec les Alliés à Istanbul. Il est fasciné par le Bosphore. Pour la première fois, il entre en contact direct avec la tradition musulmane et une culture orientale. Trott ne se contente pas de se rendre au Consulat général d'Allemagne, mais essaie aussi de rencontrer des exilés allemands. Il revoit ainsi Paul Leverkuehn qui est devenu entre temps actif dans la résistance en tant qu'intermédiaire de Wilhelm Canaris. Il fait un détour par Ankara où il rencontre l'ancien chancelier Franz von Papen qu'il essaie de rallier à sa cause. Il essaie également de procurer un visa illégal pour aider Erich Vermehren et sa femme, des amis de Leverkuehn. Lorsque les Vermehren vont rejoindre le camp allié trois jours plus tard, la Gestapo lance une enquête sur Trott et l'interroge plusieurs fois : ses activités de résistant risquent alors d'être découvertes.
À son arrivée à Berlin, Trott raconte à Moltke que celui-ci peut partir en voyage, Canaris le couvrant. À Istanbul, Moltke rencontre Alexander Rüstow alors professeur en sciences sociales à l'université d'Istanbul. Rüstow est alors en liaison étroite avec les services secrets américains que Moltke veut utiliser pour le cercle de Kreisau. On parvient à faire parvenir un mémoire aux Américains mais ces derniers essaient de plus en plus d'instrumentaliser la résistance : en divisant l'Allemagne de l'intérieur après un putsch réussi, une invasion visant à la capitulation sans condition serait plus facile à organiser. Pendant le voyage de Moltke, Trott intensifie ses contacts à Berlin avec Julius Leber et l'opposition social-démocrate. Le 9 novembre 1943, la seconde fille de Trott, Clarita, naît à Imshausen, baptisée d'après le prénom de sa mère. Les bombardements aériens de la fin 1943 détruisent l'appartement de la famille Moltke. Après un appel téléphonique mis sur écoute par la Gestapo, Moltke est arrêté le 19 janvier 1944, tout comme Albrecht Graf von Bernstorff. Le cercle de Kreisau est ébranlé et la sécurité de Trott est menacée.

#### Derniers voyages pour la résistance (1943-1944)

##### Suède

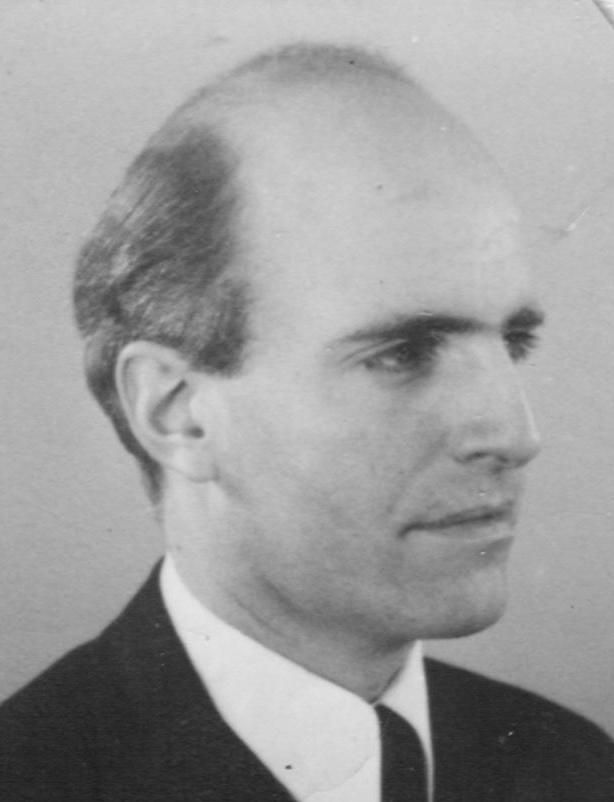
Adam von Trott en Suède en 1943.

Missionné par les membres de Kreisau, Adam von Trott part pour Stockholm le 27 octobre 1943. Il s'y était déjà rendu en septembre 1942 et dispose donc de contacts avec le cercle Sigtuna et le chef rédacteur du Svenska Dagbladet. La raison officielle de son voyage est une invitation à se rendre à l'Académie royale des sciences de Suède pour une conférence sur l'Asie du Sud-Est. Trott est mis en relation avec des collaborateurs de Scotland Yard qu'il informe du coup d'État imminent en Allemagne, et à qui il demande si les Alliés sont prêts à arrêter les bombardements en cas de putsch ou s'ils sont prêts à ne plus envisager la capitulation sans condition. Les Britanniques ne peuvent rien confirmer avant que Trott ne leur confirme les forces que représente le mouvement de résistance. Sa visite à Stockholm reste sans résultat.
En novembre 1943, Trott rencontre Claus von Stauffenberg qui est le cousin de Peter Yorck. Entre les deux hommes naît une amitié profonde. Stauffenberg voit d'un très mauvais œil le groupe de Goerdeler, craignant une « révolution des vieillards ». À la place de Goerdeler comme chancelier, Stauffenberg voit plutôt Julius Leber, ce dernier étant prêt à parlementer avec l'Union soviétique, car Goerdeler ne se rend pas compte que les puissances occidentales ne céderont rien de leur exigence de capitulation. La relation soutenue que Trott entretient avec Stauffenberg entraîne un conflit avec Moltke qui a lui-même essayé de rallier Stauffenberg à la résistance, ce dernier refusant cependant le projet d'un attentat : « On n'a pas le droit de commencer une nouvelle ère avec un assassinat ».

##### Berne et Venise
En avril, Trott se rend à Berne où il rencontre les collaborateurs les plus proches du chargé des services secrets américains Allen Dulles dont Hans Bernd Gisevius. Dulles vient de se faire réprimander par Donovan le chef de l'OSS pour avoir recommandé au président de soutenir la résistance allemande. Pour Donovan, la Maison-Blanche n'a pas à recevoir de conseils des services secrets. Gisevius voit en Adam von Trott un « homme profondément déçu » : « J'étais pour ainsi dire effrayé de voir comment ce diplomate profondément porté vers l'ouest, s'était tourné vers l'est, ou devrais-je dire, avait renoncé à l'ouest ». En avril 1944, Trott se rend de nouveau en Suisse pour voir s'il est encore possible de négocier avec l'Union soviétique et les puissances occidentales. Mais ces dernières persistent dans leurs buts de guerre et n'envisagent aucune collaboration avec l'opposition intérieure allemande.
Début mai 1944, Trott se rend cette fois à Venise, un voyage qui doit officiellement servir à entretenir les liens avec la République sociale italienne mais Trott en profite pour rendre visite à son vieil ami Albrecht von Kessel, alors actif en Italie. À Venise, Trott, psychologiquement et physiquement épuisé, parvient à oublier à la guerre une dernière fois. Les deux hommes se rendent au lac de Garde avant que Trott ne rentre en Allemagne, toujours conscient qu'il risque sa vie.

##### Adieux et voyage à Stockholm

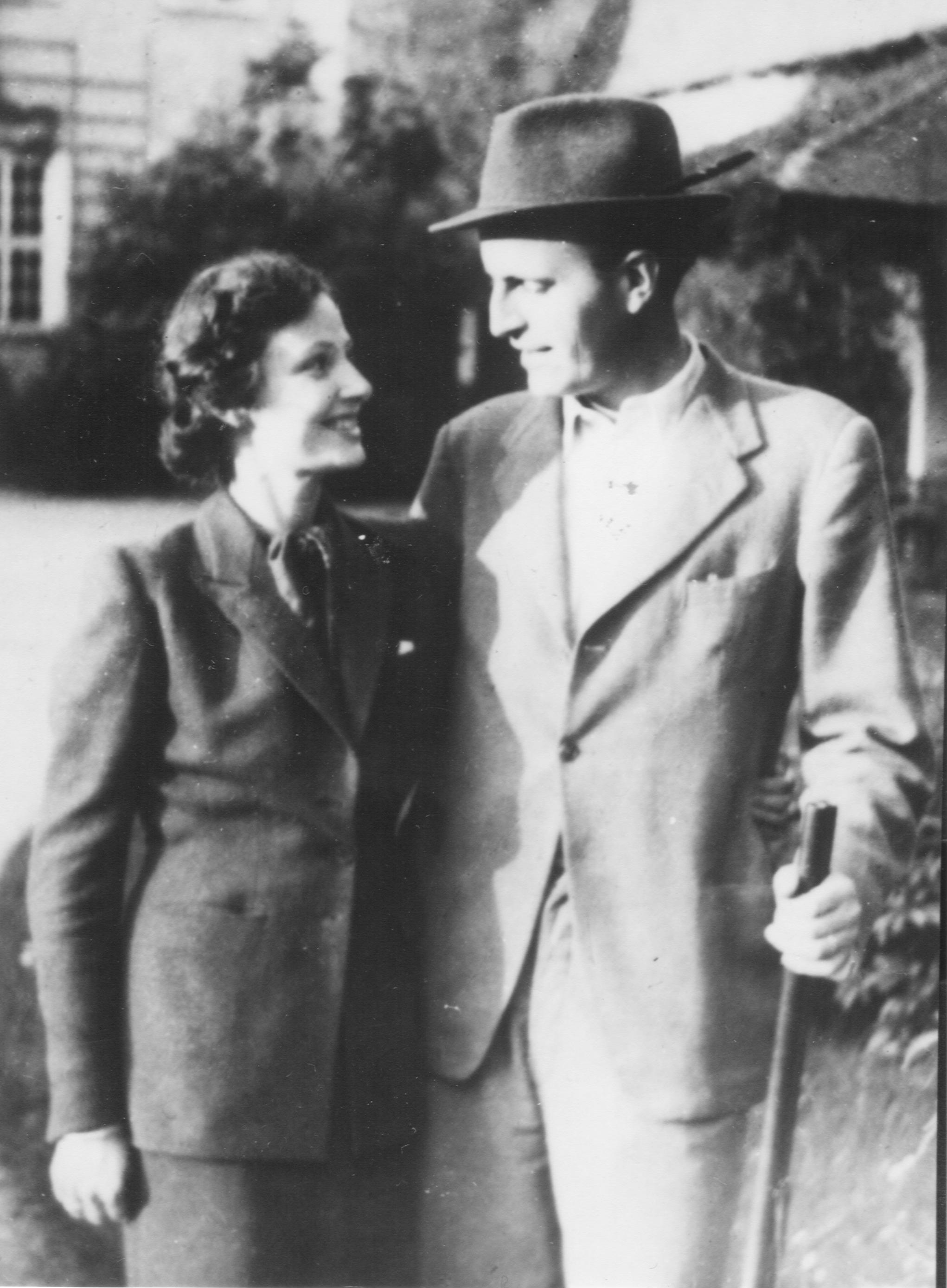
Adam et Clarita von Trott lors de leur dernière rencontre à la Pentecôte 1944.

En juin 1944, Trott et Gerstenmaier rencontrent le diplomate suisse Philippe Mottu à Stuttgart. Mottu ne parvient qu'à grand peine à se rendre à Stuttgart où on le met au courant du complot contre le régime national-socialiste. Les deux hommes lui montrent la liste du cabinet Beck qu'il doit remettre aux services secrets américains. Au retour, Clarita von Trott voit son époux pour la dernière fois. Alors qu'ils repartent pour Imshausen, Trott continue pour Berlin où les préparatifs pour le putsch battent leur plein. Mottu se rend alors à Washington où il fait face au même rejet de la résistance allemande. Roosevelt n'est toujours pas prêt à soutenir une opposition avant que celle-ci n'ait fait le premier pas décisif.
Le 16 juin, les membres du cercle de Kreisau et ceux réunis autour de Goerdeler se rencontrent encore une fois. Les discussions sur le cours que la résistance doit prendre sont animées. Julius Leber exige la collaboration avec les groupements communistes, ce que Goerdeler refuse. Les conservateurs craignent que Leber ne veuille arriver au pouvoir en s'appuyant sur cette ouverture à gauche et craignent que Stauffenberg ne se cache derrière Leber. Reichwein et Leber militent pour une prise de contact avec la diplomatie soviétique. Après une entrevue avec le colonel Georg Hansen et Stauffenberg, Trott voyage une nouvelle fois à Stockholm. Il essaie une dernière fois de faire bouger les positions britanniques, vainement. Le débarquement des Alliés en Normandie a changé la donne. L'agent des services secrets britanniques David McEwan se montre en effet inflexible et défend corps et âme l'exigence d'une capitulation sans condition. Cependant, il laisse entrevoir à Trott la possibilité de rencontrer Churchill en cas d'attentat réussi contre Hitler. Pendant son séjour suédois, Trott rend visite à Willy Brandt qui s'est exilé et de qui il espère des contacts avec l'ambassade soviétique. Il prend alors contact avec l'ambassadrice Alexandra Kollontaï avec qui il ne peut toutefois pas rester en contact pour des raisons de sécurité.

## Attentat contre Hitler (juillet 1944)

### OpérationWalkyrie
« Il est maintenant temps que quelque chose soit fait mais quiconque a le courage de le faire, celui-là doit le faire en sachant qu'il entrera dans l'Histoire allemande comme un traître. S'il ne le fait pas, il sera alors traître devant sa propre conscience. »

— Claus Schenk Graf von Stauffenberg

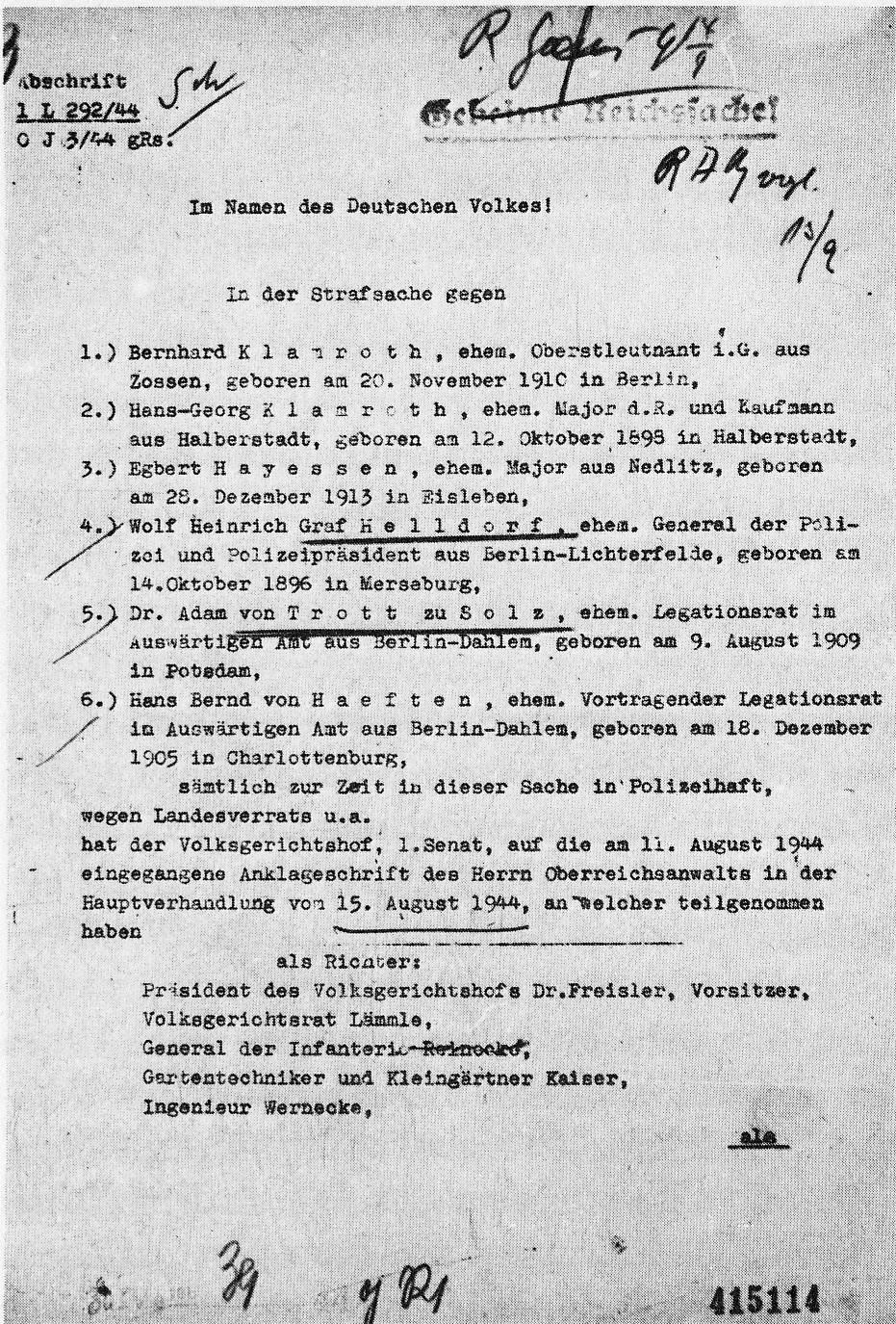
Acte d'accusation contre les conjurés du 20 juillet 1944-.

Le 1er juillet 1944, Stauffenberg devient chef de l'état-major de l'Ersatzheer (l’armée de terre de remplacement) auprès du Generaloberst Friedrich Fromm. Cette nouvelle position lui permet de mener lui-même l'opération Walkyrie. Cinq jours plus tard, les plans de la résistance sont mis à mal par l'arrestation de Julius Leber et d'Adolf Reichwein par la Gestapo, coupant ainsi le mouvement des membres les plus importants en lien avec l'opposition communiste. Par sécurité, Trott cache des documents compromettants sous les escaliers de la terrasse de sa maison de Berlin dont le mémoire Allemagne entre Est et Ouest dans lequel il milite pour un dialogue avec les Soviétiques. Le 15 juillet, Stauffenberg se trouve dans le quartier général de Hitler en Prusse-Orientale, la Wolfsschanze. Bien que tout soit prêt, il ne déclenche pas l'attentat, car Heinrich Himmler est absent. Plusieurs jours après, Stauffenberg se met de nouveau en rapport avec Ludwig Beck pendant qu'à Berlin son frère, Berthold von Stauffenberg, Caesar von Hofacker, Peter Yorck von Wartenburg, Adam von Trott, Ulrich von Schwerin-Schwanenfeld, Fritz-Dietlof von der Schulenburg, Albrecht Mertz von Quirnheim et le colonel Georg Hansen se rencontrent. Peu de temps auparavant, les généraux Rommel et Stülpnagel s'étaient déclarés prêts à collaborer au projet.
Le 20 juillet 1944, Stauffenberg se rend à l'aéroport de Rangsdorf où l'attendent Hellmuth Stieff et Werner von Haeften. À 10h15, l'avion atterrit près de la Wolfschanze où Stauffenberg entre à 12h32 dans le local où doit se dérouler l'entrevue avec le Führer. Il place la bombe qu'il transporte avec lui dans une serviette sous la table des cartes près de Hitler. Il quitte la pièce trois minutes plus tard avant que la charge ne détone à 12h42. Un socle de bois sous la table empêche l'attentat de réussir. Hitler n'est que légèrement blessé. Adam von Trott se trouve alors à 15h00 au ministère des Affaires étrangères et est persuadé que l'attentat a réussi. Il se sent libéré de « la pression horrible ». Lorsqu'il apprend l'échec de l'attentat par la presse à 15h30, Trott prend la nouvelle pour un coup tactique des généraux étant donné que dans le même temps, la Wilhelmstraße est bloquée par l'armée, comme le prévoyait l'opération Walkyrie. Ce n'est que lorsque Hans-Bernd von Haeften apparaît et confirme la nouvelle et que la rue est de nouveau débloquée que Trott prend conscience de la situation. À 23h15, les premiers conjurés sont arrêtés. Adam von Trott détruit des documents manuscrits dans son appartement.
Dès la nuit du 21 juillet, le général Beck, Stauffenberg, Olbricht, Mertz von Quirnheim et Werner von Haeften sont exécutés. Les plans de la résistance sont ruinés : si l'attentat avait réussi, Stauffenberg serait parti à Washington, Trott à Londres et Schulenburg à Moscou pour mener des négociations avec les Alliés. Au lieu de cela, la guerre continue. Le 21 juillet, Trott rencontre Ulrich von Hassell, Carl-Hans Graf von Hardenberg et Peter Graf Yorck von Wartenburg à l'Hôtel Adlon pour déjeuner. C'est la dernière grande réunion de la résistance. Trott refuse de fuir à Paris à cause de sa famille. Il est arrêté le 25 juillet 1944.

### Procès

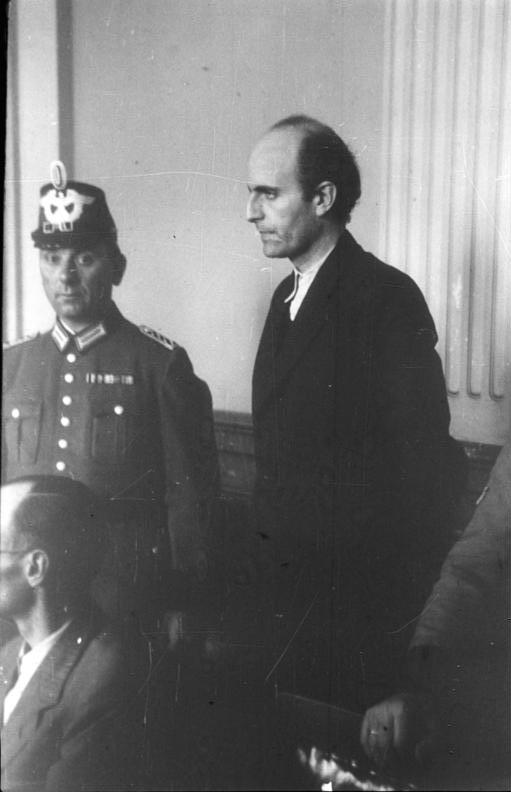
Adam von Trott en août 1944 au Volksgerichtshof.

Les semaines qui suivent, Trott est interrogé sans relâche. Son amitié prouvée avec Stauffenberg qui a commis l'attentat, est la charge principale. Le 15 août, il comparaît devant le Volksgerichtshof (tribunal politique sous le régime nazi) avec Wolf-Heinrich von Helldorf, Bernhard Klamroth, Hans Georg Klamroth, Egbert Hayessen et Hans-Bernd von Haeften. Il est accusé de haute trahison (Landesverrat). Le verdict rendu par le juge Roland Freisler le condamne à mort par pendaison. Depuis sa cellule, Trott écrit à sa femme : « Tu sauras que ce qui m'est le plus pénible c'est de peut-être ne plus pouvoir mettre au service de notre pays les forces et les connaissances particulières que j'avais développées en moi en me concentrant presque trop exclusivement sur l'affirmation (de celui-ci) parmi les puissances en matière de politique extérieure. Tout n'était qu'une tentative grandissante née de la connaissance et de la force de notre patrie dont je dois l'amour à mon père, de conserver et de représenter le droit immuable dans tous les changements et les difficultés de notre époque, et sa contribution profonde et essentielle contre l'abus des puissances et des mentalités étrangères. C'est pourquoi je me suis toujours précipité dans l'inconnu avec tous ses méandres et ses possibilités, avec inquiétude et désir, là où je me sentais appelé à servir. [...] Un semeur n'aime pas laisser des grains germés à d'autres pour les labours, car entre la semence et la récolte il y a tant de tempêtes. »
Adam von Trott zu Solz est pendu le 26 août à l'âge de 35 ans à la prison de Plötzensee.
« Je ne crois pas que lors de toute notre action il y ait eu un homme qui ait tenu autant de fils dans sa main qu'Adam von Trott. Ce qui le distinguait était le fait qu'il laissait jouer son énergie infatigable sans aucun bruit et sans gestes exagérés. »

### Internement de sa famille
Sa famille tombe sous le coup de la Sippenhaft, une pratique légale sous le régime nazi qui permettait de tenir pour responsables les membres d'une famille d'une personne condamnée. Son épouse Clarita von Trott est internée dans la prison de Moabit, tandis que les enfants Clarita et Anna-Verena sont emmenés à Bad Sachsa où ils sont tenus sous de faux noms loin de leur famille, et éduqués dans un environnement national-socialiste. En octobre 1944, elles sont libérées. Après la guerre, Clarita von Trott fait des études de médecine et travaille comme psychothérapeute. Elle meurt à Berlin en 2013, âgée de 95 ans.

## Commémorations

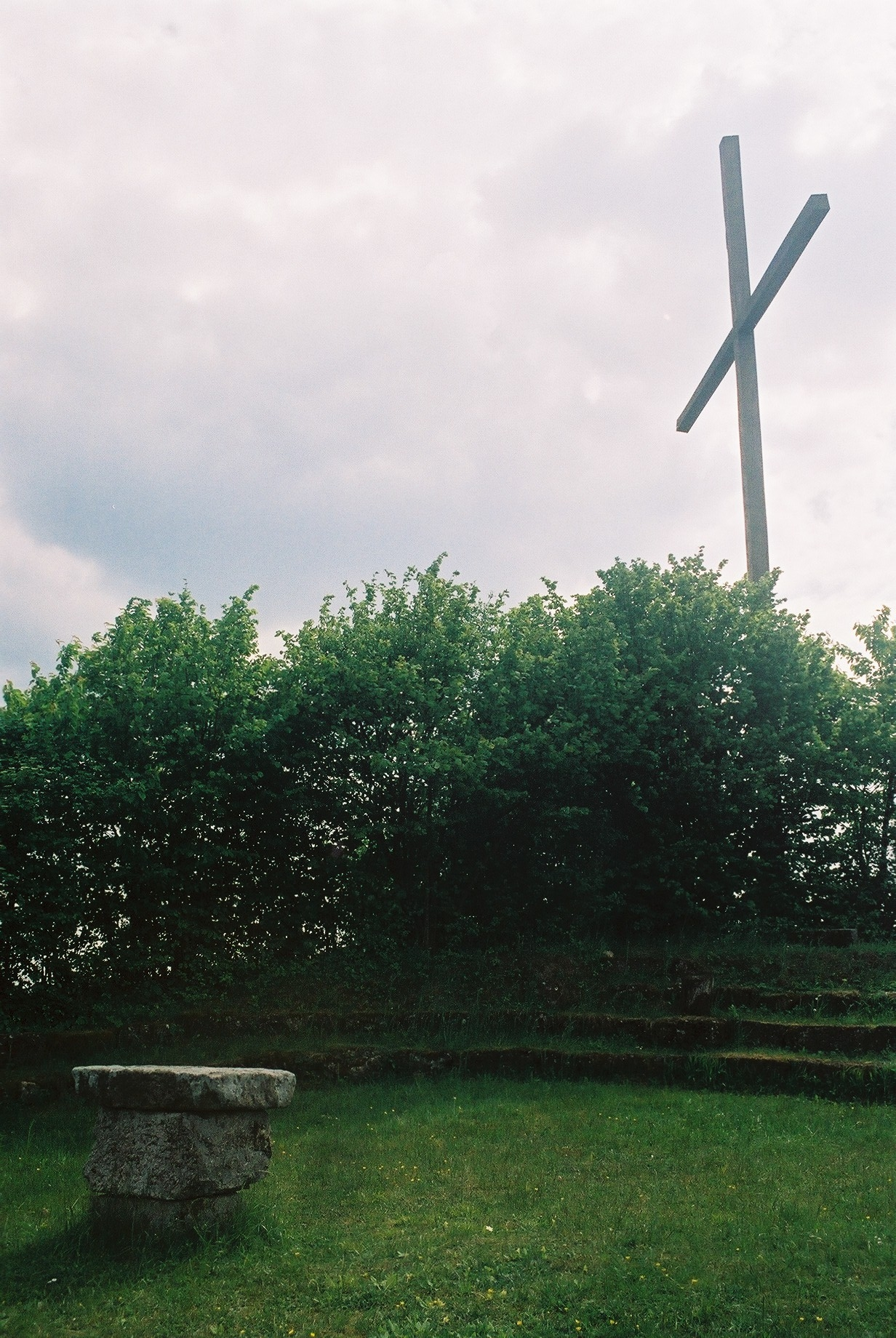
Lieu de commémoration pour Adam von Trott à Imshausen.

Le souvenir d'Adam von Trott est gardé vivant depuis 1986 par la Fondation Adam von Trott. Dans le château d'Imshausen ont lieu des conférences et des rencontres qui entretiennent la mémoire de Trott. Sa femme Clarita von Trott en est la présidente d'honneur. Une croix et une pierre du souvenir sont dédiées à Trott à Imshausen. La pierre porte l'inscription suivante :

« Adam von Trott, 1909-1944. Mort avec ses amis dans le combat contre les corrupteurs de notre patrie. Priez pour eux. Suivez leur exemple. »

Le 28 septembre 1958 est posée la première pierre du lotissement Adam von Trott à Warteberg près de Cassel. Les travaux sont achevés en 1964. C'est là qu'ont trouvé un logement des réfugiés des Sudètes. Non loin du lotissement se trouve une pierre avec l'inscription :

« Il mourut pour la liberté. »

À Hannoversch Münden, la place de la gare a été baptisée de son nom. Adam von Trott a reçu de nombreux hommages depuis 1945 dans son pays comme à l'étranger. Aujourd'hui, ses actions sont reconnues et saluées.

## Œuvres et publications
- Impressions of a German Student in England. Essai, paru dans : The World's Youth, 5e année, p. 135 ff., 1929.
- Hegels Staatsphilosophie und das internationale Recht; Diss. Göttingen (V&R). 1932
- Junger Sozialismus in England. Essai, paru dans : Neue Blätter für den Sozialismus 4, 1933, p. 106-107.
- Moeller van den Bruck. Essai, paru dans : Frankfurter Zeitung du 15 juillet 1934.
- Heinrich von Kleist. Politische und journalistische Schriften. Choisis et présentés par Adam von Trott. Potsdam 1935. Neuauflage Berlin 1995.
- Bernard Bosanquet und der Einfluss Hegels auf die englische Staatsphilosophie. Essai, paru dans : Zeitschrift für deutsche Kulturphilosophie 4, p. 193-199. 1938.
- Der Kampf um die Herrschaftsgestaltung im Fernen Osten. Essai, paru dans : Zeitschrift für ausländisches öffentliches Recht und Völkerrecht 9. 1939.
- Der Ferne Osten 1940. Essai, paru dans : Jahrbuch für Auswärtige Politik, 7. Jahrgang 1941. p. 110-125.